# Arrow (série télévisée)
Pour les articles homonymes, voir Arrow.
Pour une autre série, voir Dr Harrow.
Production
Diffusion
Chronologie
Arrowverse
Arrow est une série télévisée américaine en 170 épisodes de 42 minutes créée par Andrew Kreisberg, Greg Berlanti et Marc Guggenheim, diffusée du 10 octobre 2012 au 28 janvier 2020 sur le réseau The CW aux États-Unis et sur le réseau CTV au Canada pour les quatre premières saisons, sur CTV Two pour la cinquième et sixième saison, et sur Space depuis la septième saison. La série est basée sur le comics de Green Arrow édité par DC Comics.
Au Québec, la série est diffusée depuis le 19 août 2013 sur Ztélé, en Belgique, depuis le 1er septembre 2013 sur La Deux, en France, entre le 27 décembre 2013 et le 12 septembre 2014 sur Canal+ Family (saisons 1 et 2) puis le 8 octobre 2014 et le 22 novembre 2016 sur TF1 (saisons 1 à 4) et depuis le 15 juillet 2017 sur Netflix (depuis la saison 5) et en Suisse, depuis le 1er décembre 2013 sur RTS Un (saisons 1 et 2) puis dès le 19 juin 2015 sur RTS Deux.

## Synopsis
Après un violent naufrage, le jeune milliardaire et playboy Oliver Queen, porté disparu et présumé mort depuis cinq ans, est découvert vivant sur une île isolée dans la mer de Chine. Quand il rentre chez lui, à Starling City, sa mère dévouée Moira, sa sœur bien-aimée Thea et son meilleur ami Tommy l'accueillent chez lui, mais ils sentent qu'Oliver a changé.
Alors qu'Oliver cache la vérité sur l'homme qu'il est devenu, il cherche désespérément à faire amende honorable pour les actions passées de son père grâce à une liste de noms d'individus ayant, selon les propres mots d'Oliver, « trahi leur ville », qu'il cherche à faire emprisonner. Il tente également de se réconcilier avec son ex-petite amie Laurel Lance, désormais en couple avec Tommy.
Il devient alors un justicier qui va réparer les torts de sa famille, lutter contre les « maux de la société » et redonner à la ville de Starling son ancienne gloire. En tant qu'héritier de la multinationale Queen Consolidated, Oliver joue également le rôle d'un coureur de jupons riche, insouciant et négligent afin de cacher son identité secrète. Cependant, le père de Laurel, l'inspecteur Quentin Lance, est déterminé à arrêter le justicier qui sévit dans sa ville...

## Distribution

### Acteurs principaux
Légende :  = Principal(aux)
Légende :  = Récurrent(es)
Légende :  = Invité(es)
| Acteurs             | Personnages                                | Saison     | Saison     | Saison     | Saison     | Saison     | Saison     | Saison     | Saison     |
| Acteurs             | Personnages                                | 1          | 2          | 3          | 4          | 5          | 6          | 7          | 8          |
| Stephen Amell       | Oliver Queen/ Arrow/ Green Arrow           | Principal  | Principal  | Principal  | Principal  | Principal  | Principal  | Principal  | Principal  |
| Katie Cassidy       | Laurel Lance / Black Canary                | Principale | Principale | Principale | Principale | Invitée    |            |            |            |
| Katie Cassidy       | Laurel Lance / Black Siren                 |            |            |            |            | Récurrente | Principale | Principale | Principale |
| David Ramsey        | John « Dig » Diggle / Spartan              | Principal  | Principal  | Principal  | Principal  | Principal  | Principal  | Principal  | Principal  |
| Colin Donnel        | Tommy Merlyn                               | Principal  | Invité     | Invité     |            |            | Invité     | Invité     | Invité     |
| Willa Holland       | Thea Queen / Speedy                        | Principale | Principale | Principale | Principale | Principale | Principale | Invitée    | Invitée    |
| Paul Blackthorne    | Quentin Lance                              | Principal  | Principal  | Principal  | Principal  | Principal  | Principal  | Invité     | Invité     |
| Susanna Thompson    | Moira Queen                                | Principale | Principale |            |            | Invitée    |            |            | Invitée    |
| Emily Bett Rickards | Felicity Smoak Queen / Overwatch           | Récurrente | Principale | Principale | Principale | Principale | Principale | Principale | Invitée    |
| Colton Haynes       | Roy Harper / Arsenal                       | Récurrent  | Principal  | Principal  | Invité     |            | Invité     | Principal  | Récurrent  |
| Manu Bennett        | Slade Wilson / Deathstroke                 | Récurrent  | Principal  | Invité     |            | Invité     | Invité     |            | Invité     |
| John Barrowman      | Malcolm Merlyn / Dark Archer               | Récurrent  | Récurrent  | Principal  | Principal  | Récurrent  |            | Invité     | Invité     |
| Echo Kellum         | Curtis Holt / Mr Terrific                  |            |            |            | Récurrent  | Principal  | Principal  | Principal  | Invité     |
| Josh Segarra        | Adrian Chase / Simon Morrison / Prometheus |            |            |            |            | Principal  | Invité     |            | Invité     |
| Rick Gonzalez       | Rene Ramirez / Wild Dog                    |            |            |            |            | Récurrent  | Principal  | Principal  | Principal  |
| Juliana Harkavy     | Dinah Drake / Black Canary                 |            |            |            |            | Récurrente | Principale | Principale | Principale |
| Kirk Acevedo        | Ricardo Diaz / le Dragon (en)              |            |            |            |            |            | Récurrent  | Principal  |            |
| Sea Shimooka        | Emiko Queen / Green Arrow (en)             |            |            |            |            |            |            | Principale | Invitée    |
| Katherine McNamara  | Mia Smoak / Blackstar / Green Arrow II     |            |            |            |            |            |            | Récurrente | Principale |
| Ben Lewis           | William Clayton Queen (adulte)             |            |            |            |            |            |            | Récurrent  | Principal  |
| Joseph David-Jones  | Connor Hawke                               |            |            |            |            |            |            | Récurrent  | Principal  |
| LaMonica Garrett    | Mar Novu / The Monitor (en)                |            |            |            |            |            |            | Invité     | Principal  |
| ------------------- | ------------------------------------------ | ---------- | ---------- | ---------- | ---------- | ---------- | ---------- | ---------- | ---------- |

- Stephen Amell (VF : Sylvain Agaësse) : Oliver Queen / Green Arrow[n 1]
- Katie Cassidy Rodgers (VF : Anne Tilloy) : Laurel Lance / Black Canary (Terre-I - saisons 1 à 4, invitée saison 5) ; Laurel Lance / Black Siren (Terre 2, saison 6 à 8, récurrente saison 5)
- David Ramsey (VF : Namakan Koné) : John « Dig » Diggle / Spartan
- Colin Donnell (VF : Olivier Chauvel) : Tommy Merlyn / Prometheus (Terre-X) (saison 1, invité saison 2, 3 et 6 à 8)
- Willa Holland (VF : Kelly Marot) : Thea Queen / Speedy (saison 1 à 6, invitée saison 7 et 8)
- Paul Blackthorne (VF : Loïc Houdré) : lieutenant, capitaine puis adjoint au maire Quentin Lance (saisons 1 à 6, invité saison 7 et 8)
- Susanna Thompson (VF : Catherine Le Hénan) : Moira Queen (saison 1 et 2, invitée saison 3, 5 et 8)
- Emily Bett Rickards (VF : Aurore Bonjour) : Felicity Smoak Queen / Overwatch (saison 2 à 7, récurrente saison 1, invitée saison 8)
- Colton Haynes (VF : Fabrice Fara) : Roy Harper / Arsenal (saisons 2, 3 et 7, récurrent saison 1 et 8, invité saison 4 et 6)
- Manu Bennett (VF : David Krüger) : Slade Wilson / Deathstroke (saison 2, récurrent saison 1, invité saison 3, 5, 6 et 8)
- John Barrowman (VF : Pierre-François Pistorio) : Malcolm Merlyn / Dark Archer (saison 3 et 4, récurrent saison 1 et 5, invité saison 2, 7 et 8)
- Echo Kellum (VF : Valentin Merlet) : Curtis Holt / Mr Terrific (saison 5 à 7, récurrent saison 4 et invité saison 8)
- Josh Segarra (VF : Thibaut Lacour) : Adrian Chase / Simon Morrison / Prometheus (saison 5, invité saison 6 et 8)
- Rick Gonzalez (VF : Paolo Domingo) : Rene Ramirez / Wild Dog (saison 6 à 8, récurrent saison 5)
- Juliana Harkavy (VF : Anne Dolan) : Dinah Drake / Black Canary (saison 6 à 8, récurrente saison 5)
- Kirk Acevedo (VF : Cyrille Monge) : Ricardo Diaz / le Dragon (en) (saison 7, récurrent saison 6)
- Sea Shimooka (VF : Élodie Menant) : Emiko Queen/ Emiko Adashi/ Green Arrow (en) (saison 7, invitée saison 8)
- Katherine McNamara (VF : Cindy Tempez) : Mia Smoak / Blackstar / Green Arrow II (saison 8, récurrente saison 7)
- Ben Lewis (VF : Martin Faliu) : William Clayton Queen (adulte) (saison 8, récurrent saison 7)
- Joseph David-Jones (en) (VF : Jhos Lican) : Connor Hawke (saison 8, récurrent saison 7)
- LaMonica Garrett (VF : Florian Wormser) : Mar Novu / The Monitor (en) (saison 8, invité saison 7)

Photos des acteurs principaux
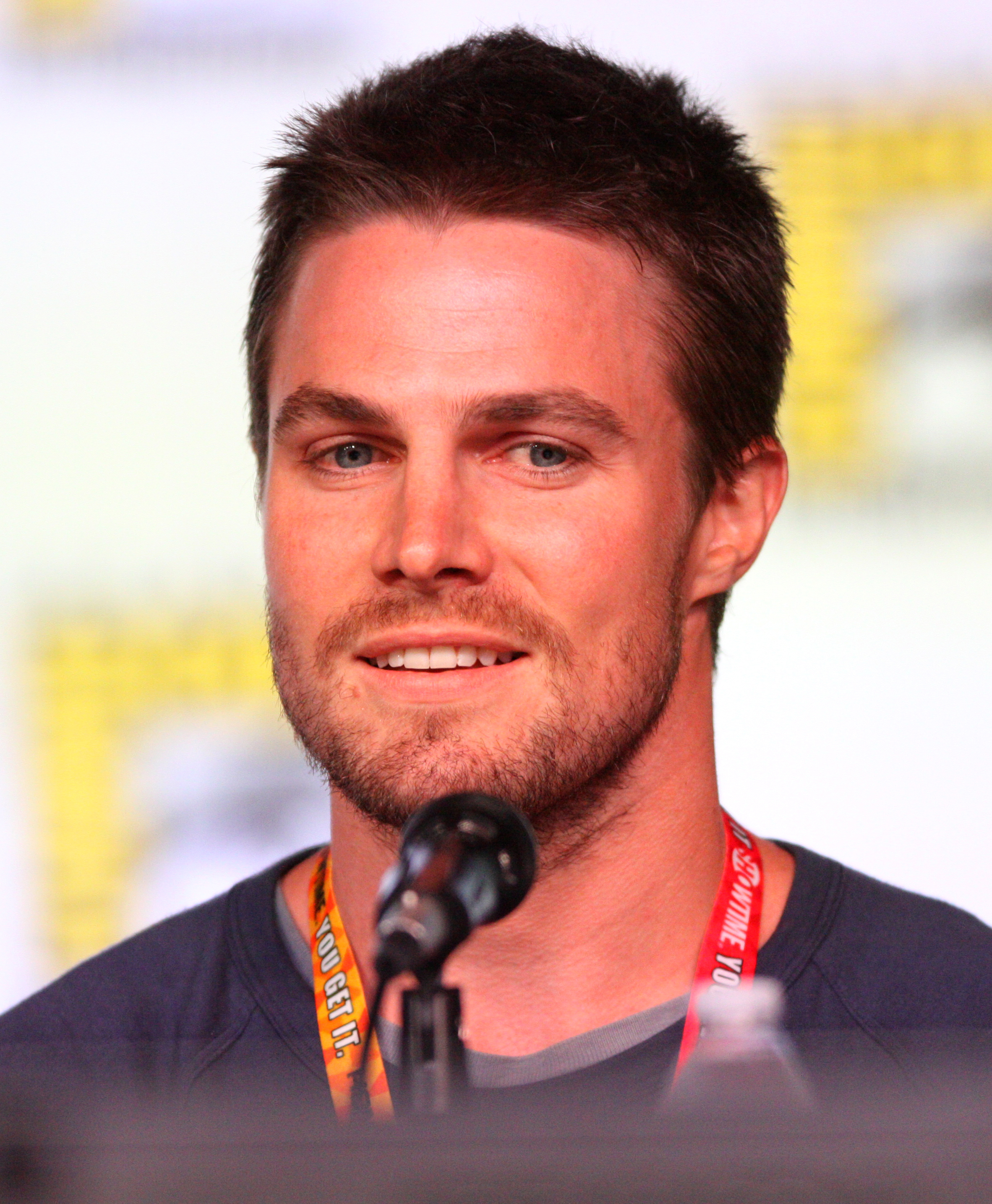
Stephen Amell interprète Oliver Queen / Green Arrow.
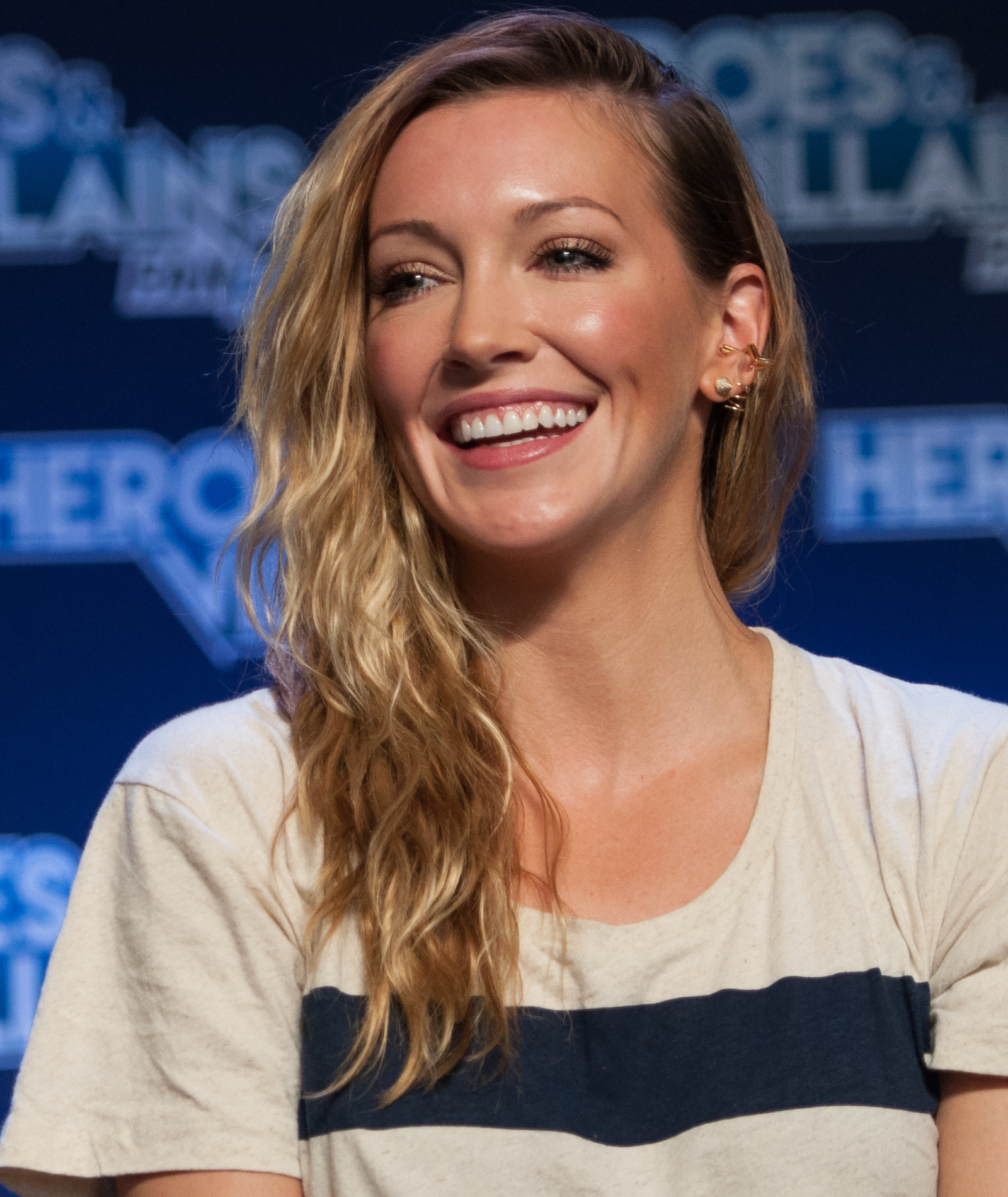
Katie Cassidy interprète Laurel Lance / Black Canary / Black Siren.
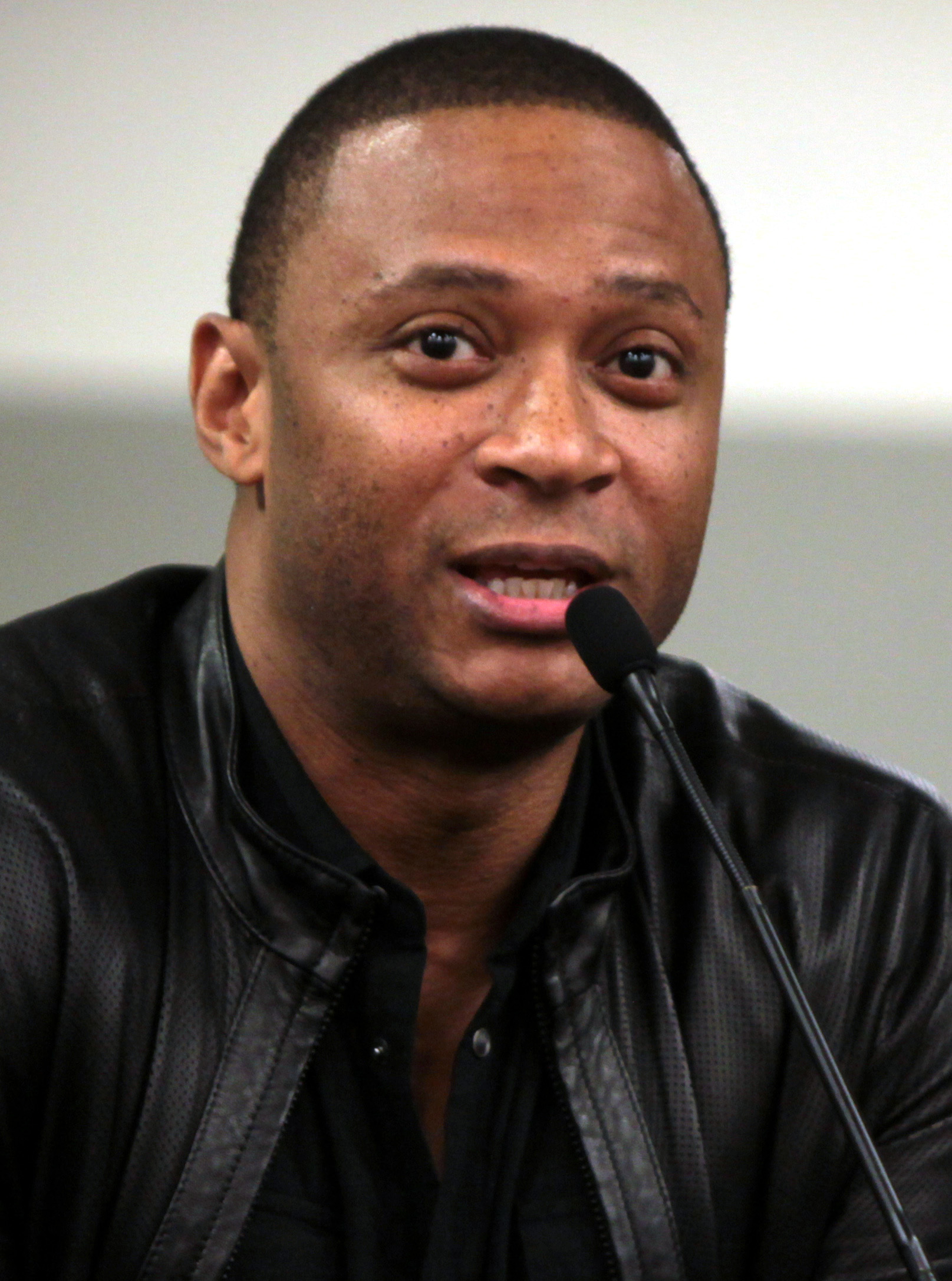
David Ramsey interprète John « Dig » Diggle / Spartan.
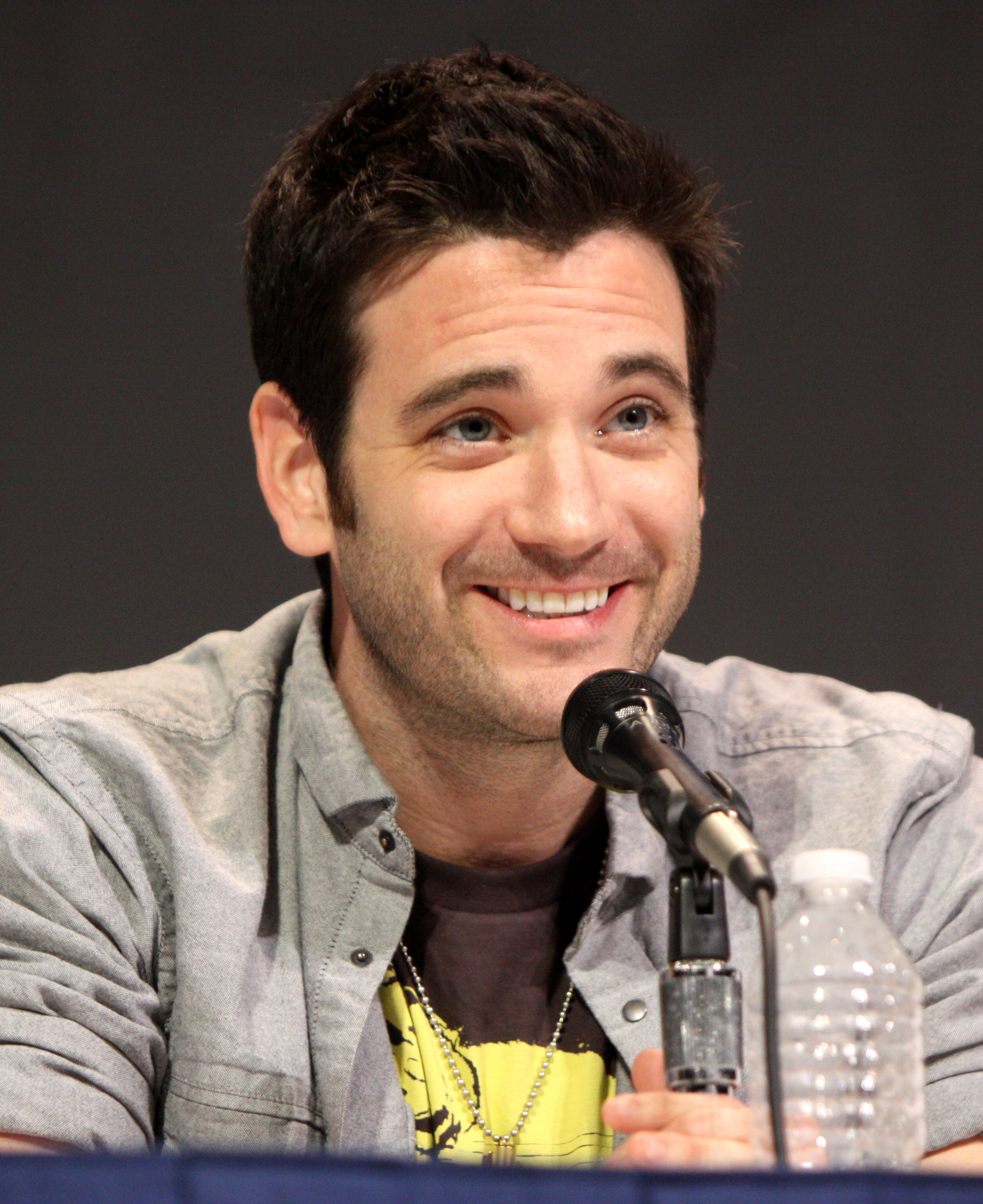
Colin Donnell interprète Tommy Merlyn.
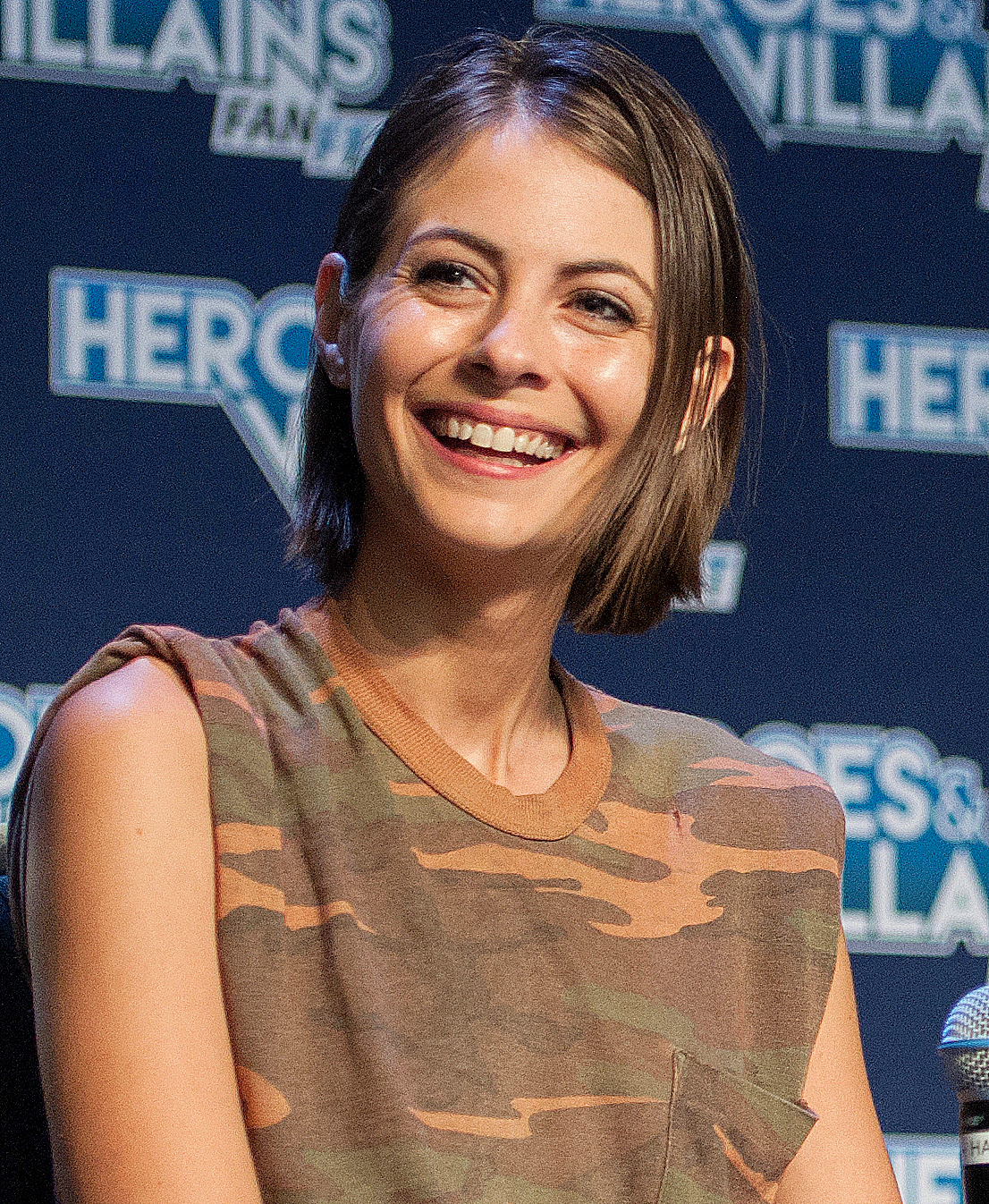
Willa Holland interprète Thea Queen / Speedy.
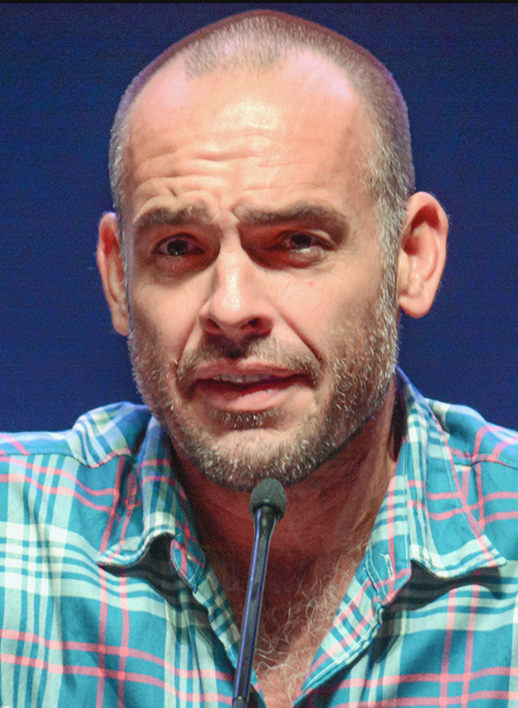
Paul Blackthorne interprète le capitaine Quentin Lance.
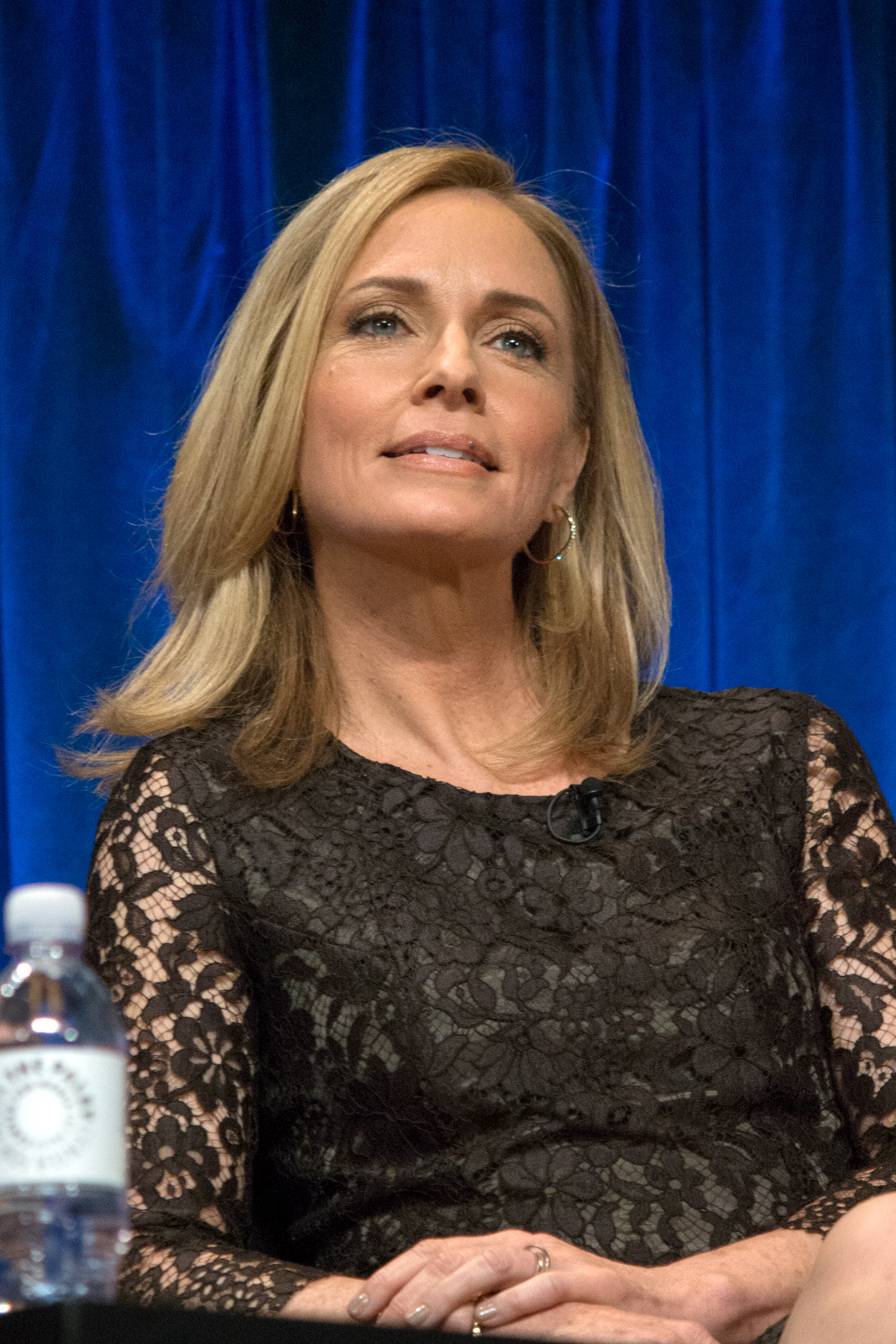
Susanna Thompson interprète Moira Queen.
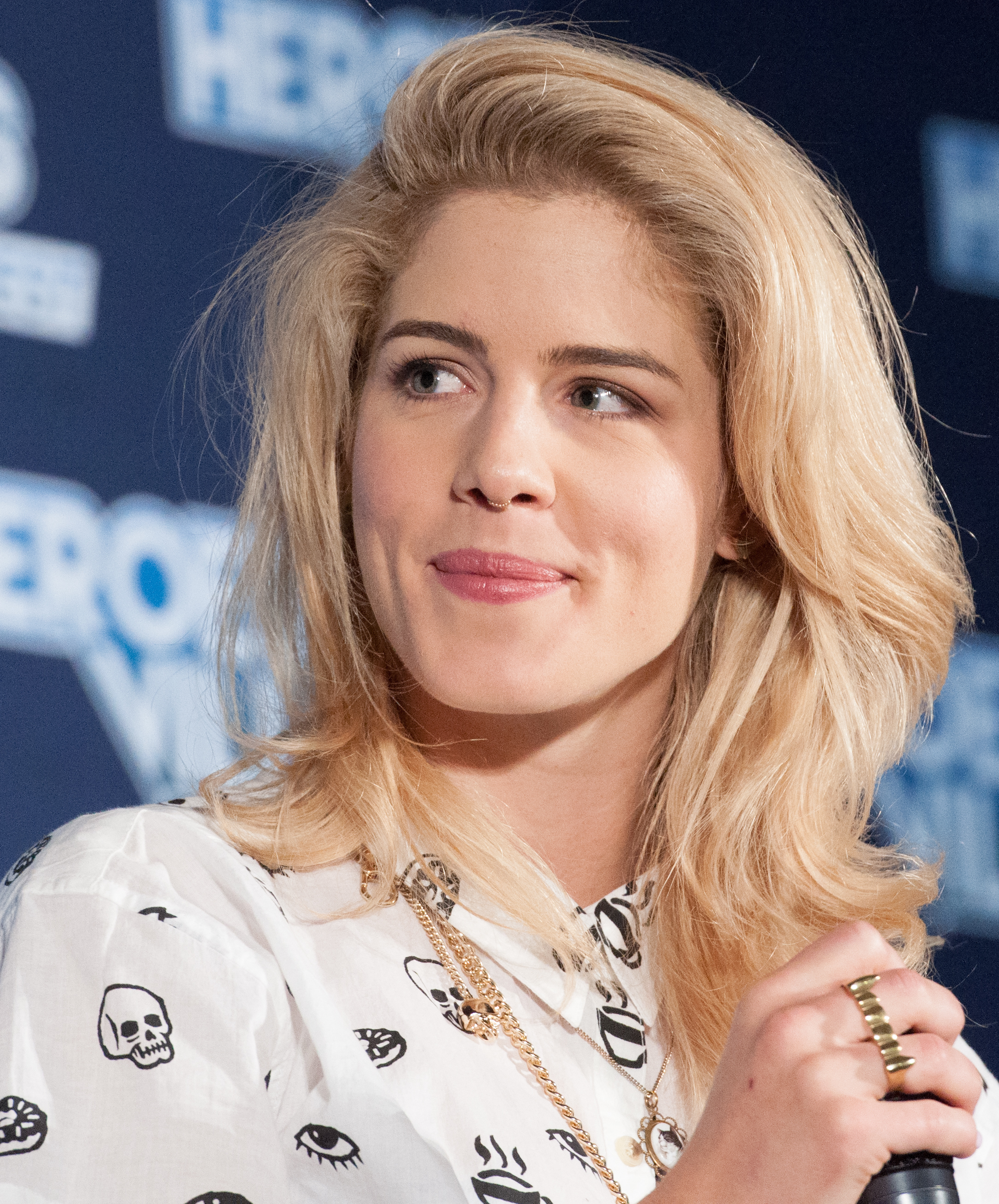
Emily Bett Rickards interprète Felicity Smoak / Overwatch.
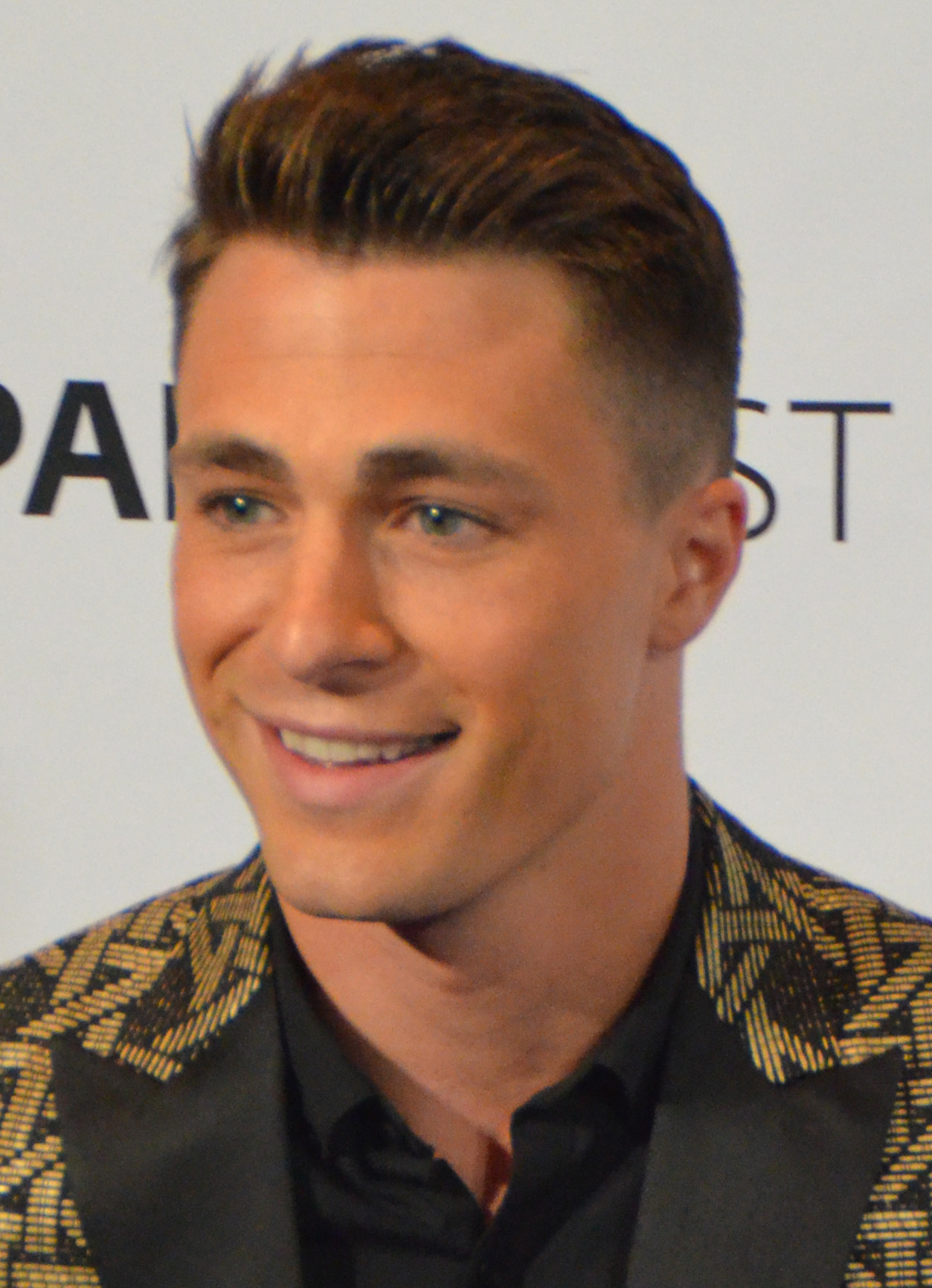
Colton Haynes interprète Roy Harper / Arsenal.
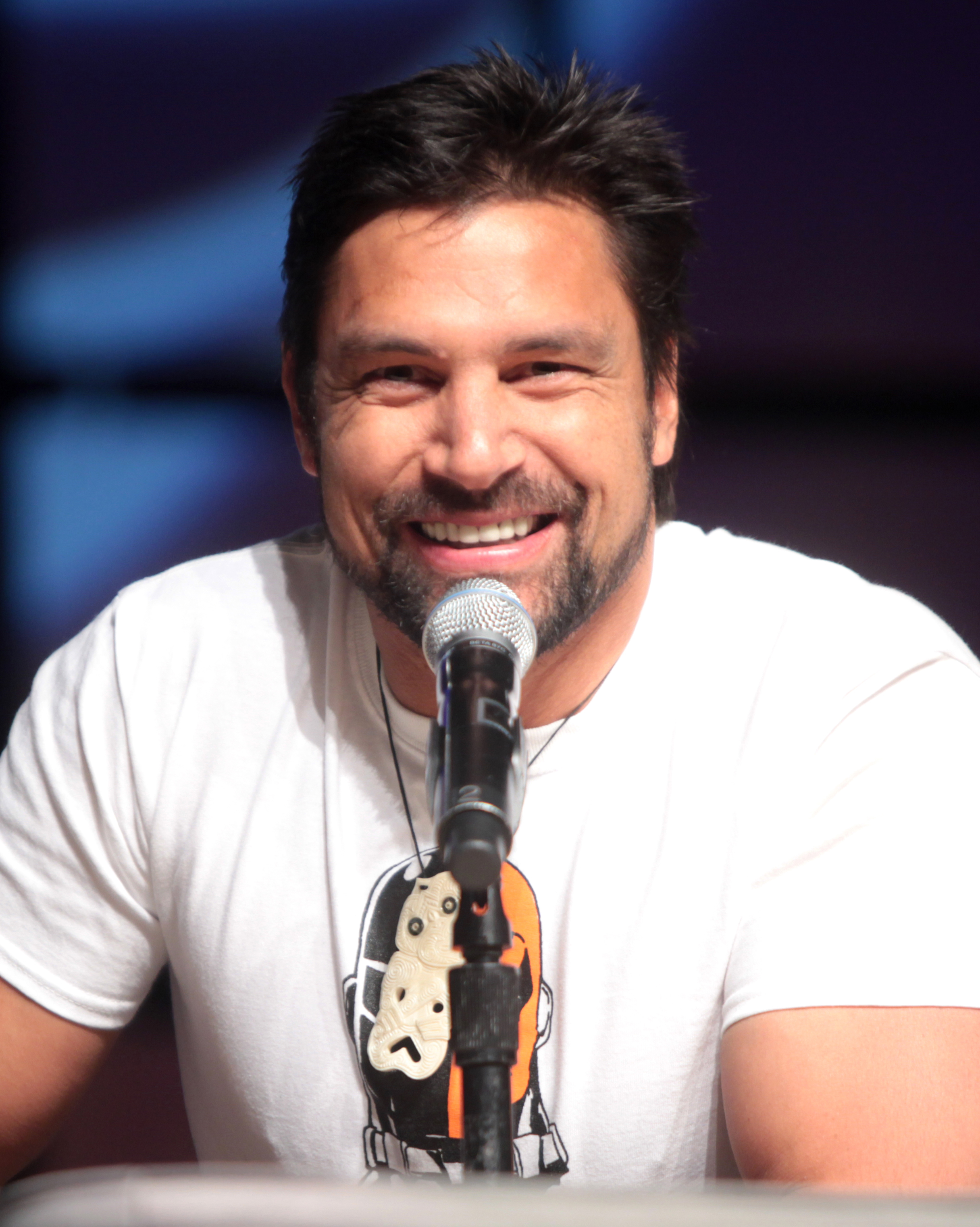
Manu Bennett interprète Slade Wilson / Deathstroke.
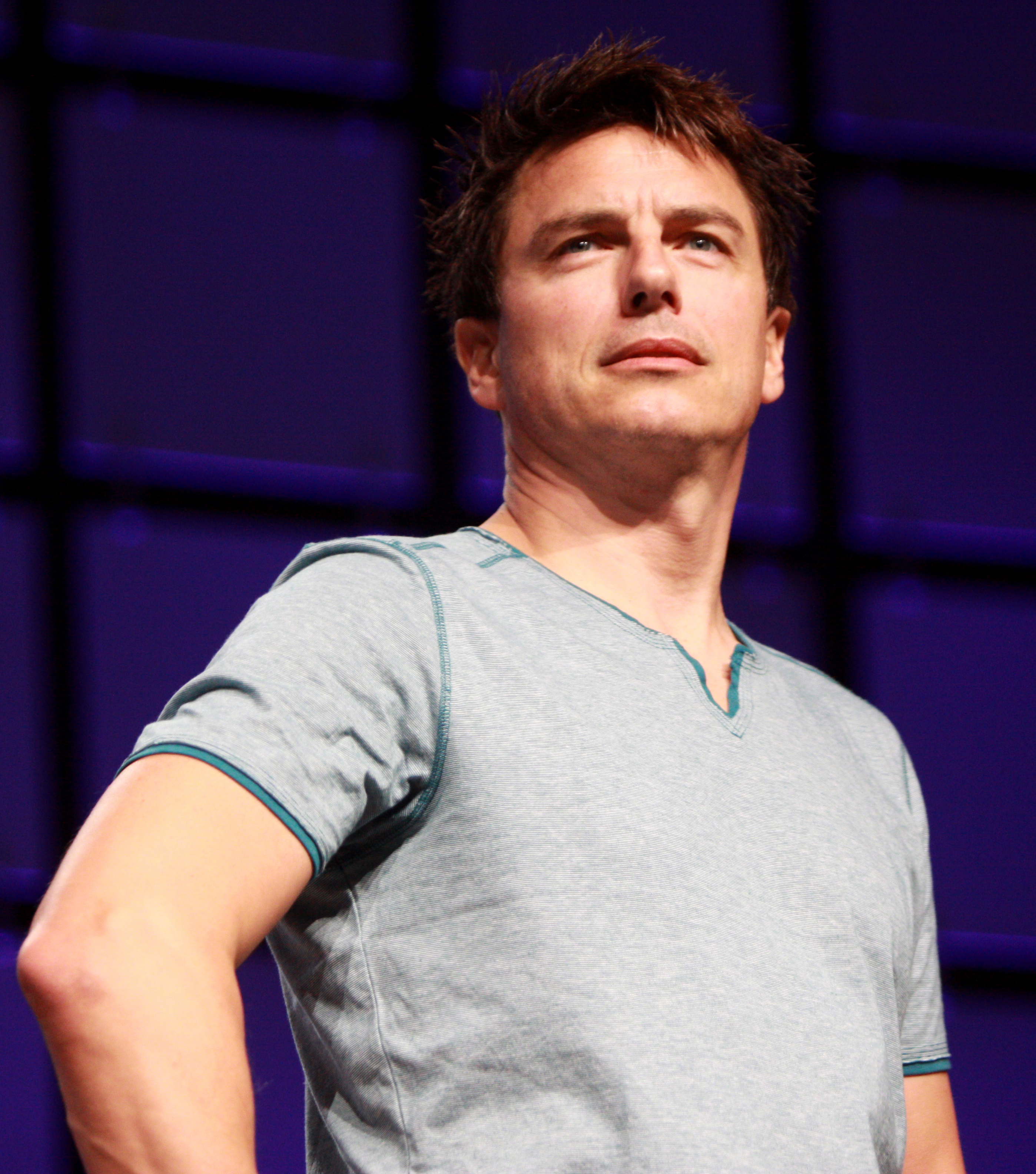
John Barrowman interprète Malcolm Merlyn / Dark Archer / Al Sa-Her.
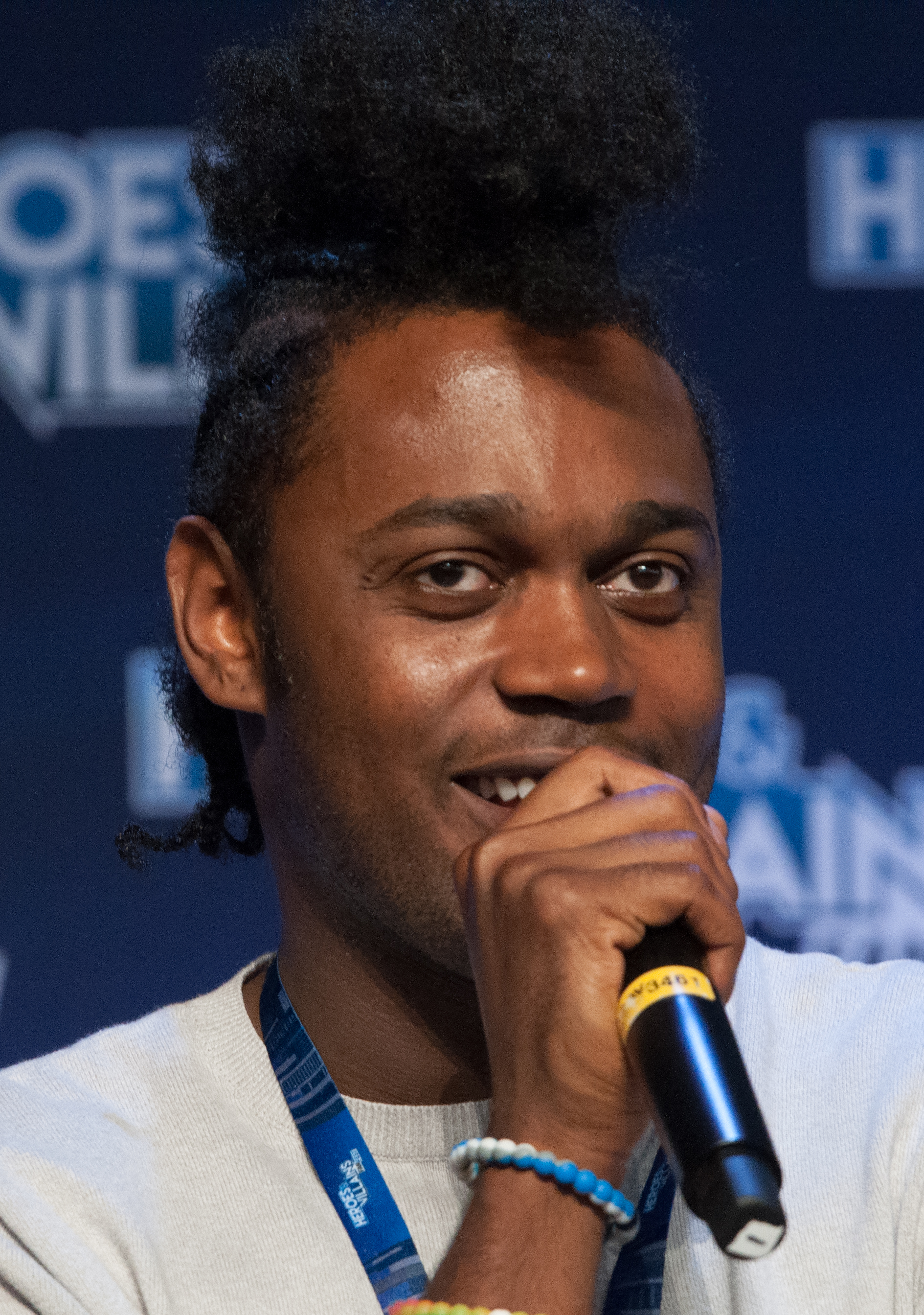
Echo Kellum interprète Curtis Holt / Mr Terrific.
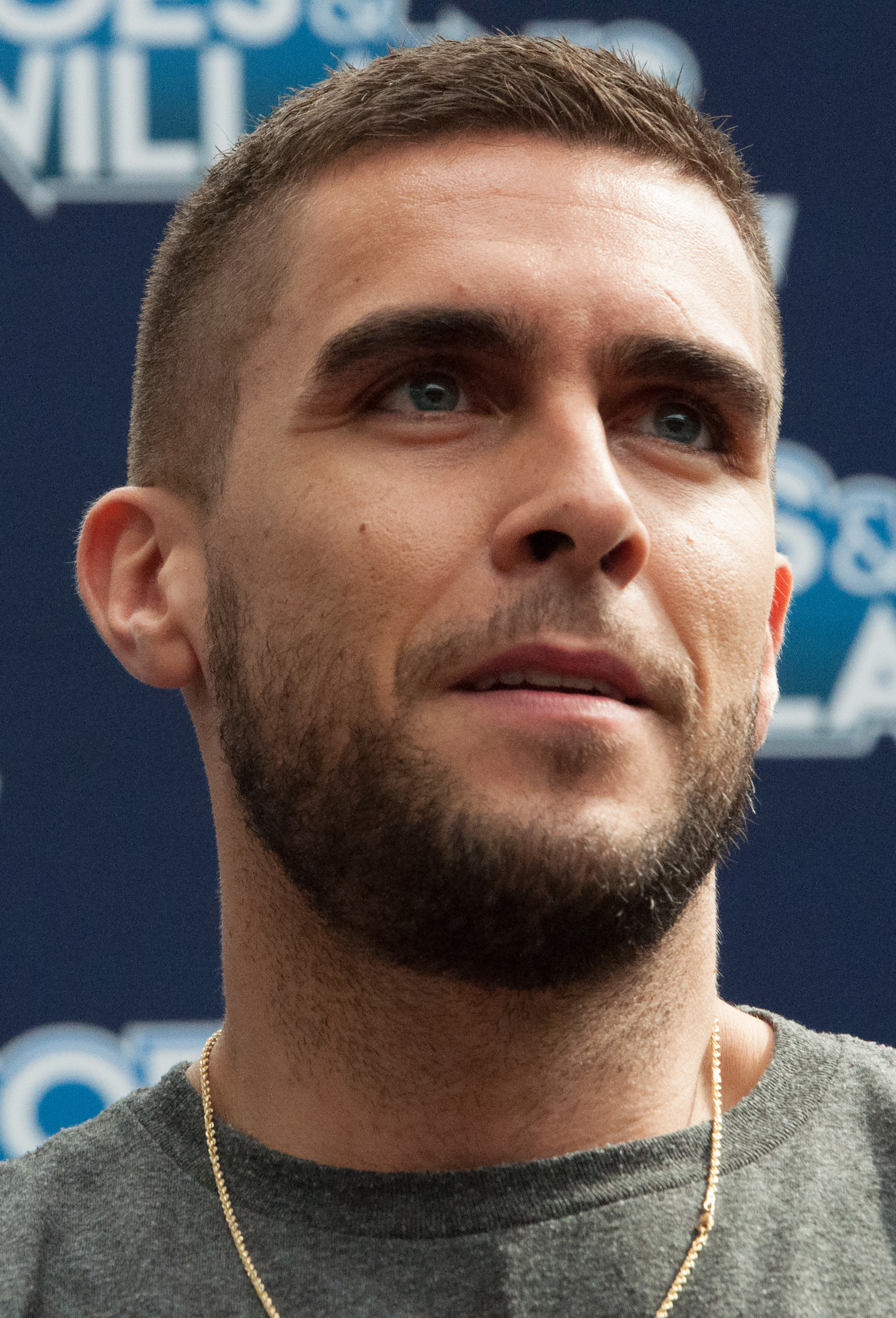
Josh Segarra interprète Adrian Chase / Prometheus.
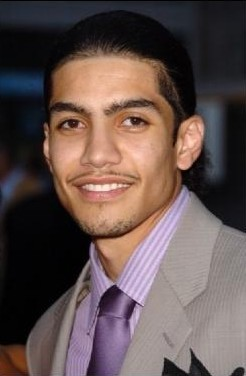
Rick Gonzalez interprète Rene Ramirez / Wild Dog.
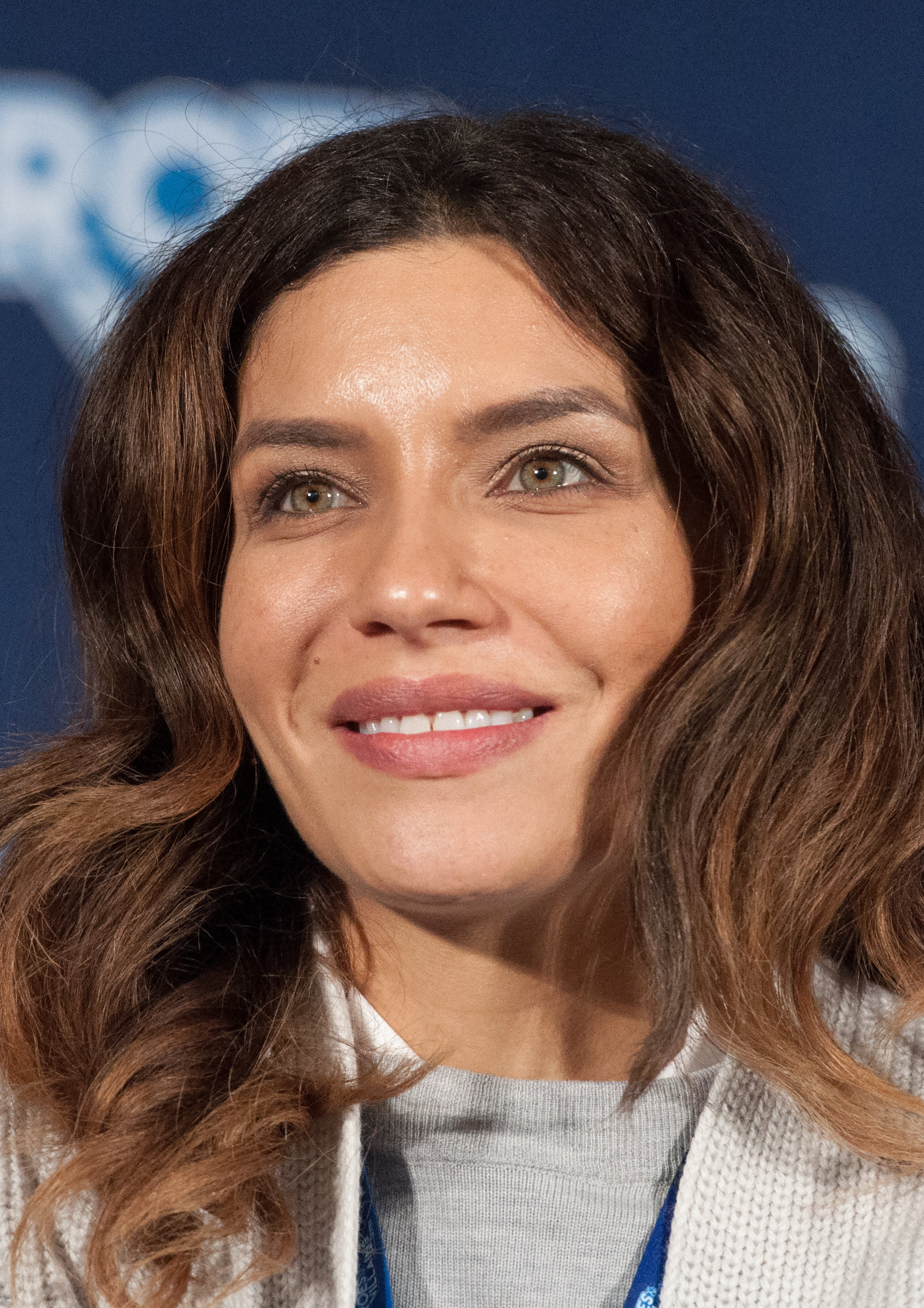
Juliana Harkavy interprète Dinah Drake / Black Canary.
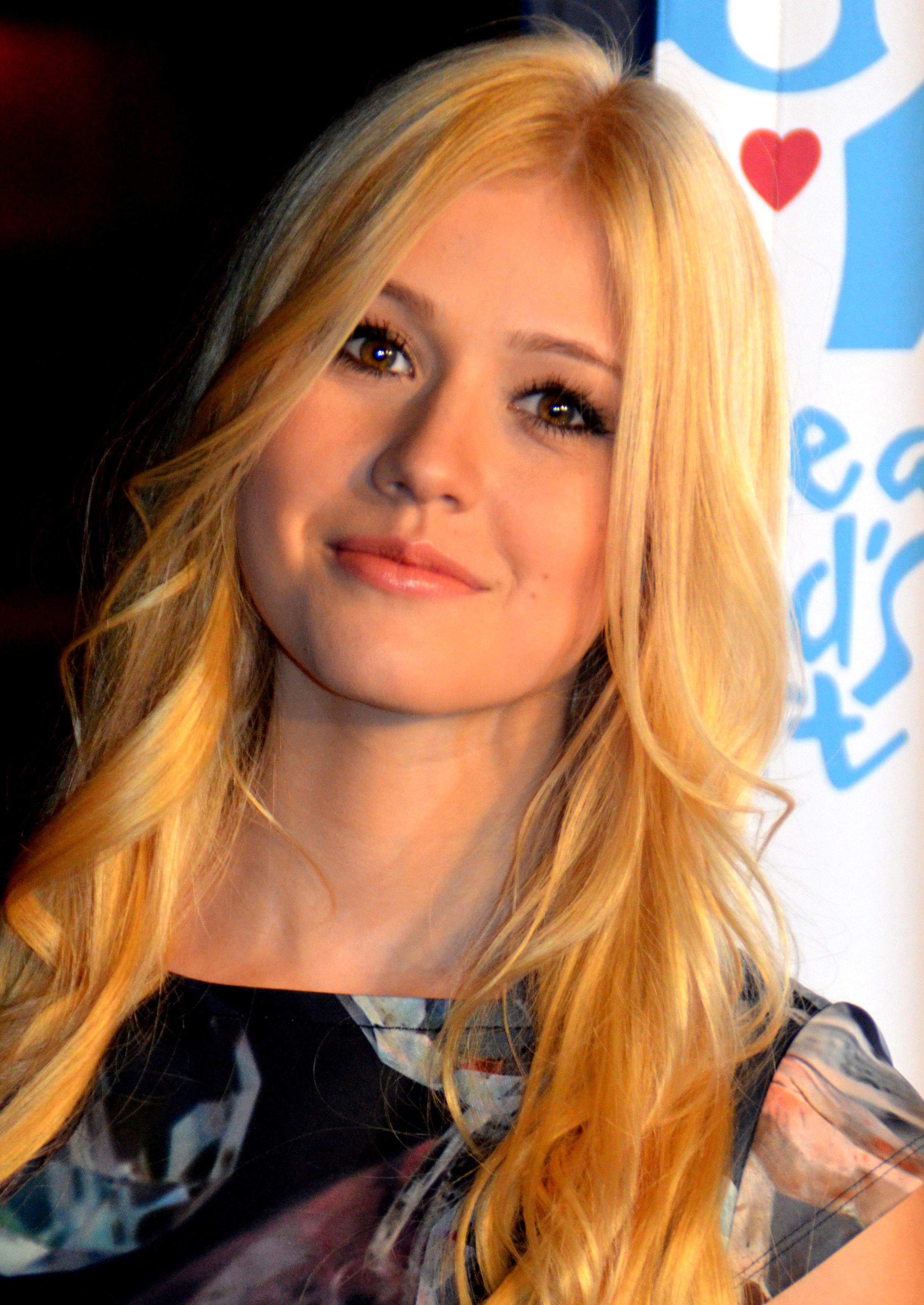
Katherine McNamara interprète Mia Smoak / Blackstar / Green Arrow.

### Invités des séries dérivées ou du même univers
Flash
- Grant Gustin (VF : Luc Arden) (1re voix : 2 ép.) remplacé par (VF : Alexandre Gillet) (2e voix : 6 ép.) : Barry Allen / Flash (13 épisodes dont 8 pour les crossovers annuels des saisons 2 à 8)
- Carlos Valdes (VF : Benjamin Bollen) (1re voix : 1 ép.) remplacé par (VF : Antoine Schoumsky) (2e voix : 4 ép.) : Cisco Ramon (6 épisodes dont 5 pour les crossovers annuels des saisons 3 à 7)
- Danielle Panabaker (VF : Edwige Lemoine) (1re voix : 1 ép.) remplacée par (VF : Marie Diot) (2e voix : 3 ép.) : Caitlin Snow (5 épisodes dont 4 pour les crossovers annuels des saisons 3 et 4 puis 6 et 7)
- Patrick Sabongui (VF : Nessym Guetat) : le capitaine David Singh (en) (3 épisodes)
- Tom Cavanagh (VF : Serge Faliu) : Dr Harrison « Harry » Wells / Nega-Flash (3 épisodes, crossovers des saisons 4, 6 et 7)
- John Wesley Shipp (VF : Philippe Catoire) : Barry Allen / Flash (Terre-90, 2 épisodes)
- Emily Kinney (VF : Lucille Boudonnat) : Brie Larvan / Bug-Eyed Bandit (en) (1 épisode, invitée saison 4)
- Candice Patton (VF : Jessica Monceau) : Iris West Allen (1 épisode, crossover de la saison 6)

Legends of Tomorrow
- Caity Lotz (VF : Anne-Charlotte Piau) : Sara Lance / White Canary / Ta-er al-Sahfer (1 épisode) (37 épisodes - récurrente saison 2 à 4, 7 épisodes dont 3 crossovers annuels des saisons 5, 6 et 8 et invitée lors des saisons 6 et 7)
- Brandon Routh (VF : Adrien Antoine) : Ray Palmer / The Atom (21 épisodes - récurrent saison 3 et 4, 3 épisodes dans les crossovers des saisons 5, 6 et 8)
- Neal McDonough (VF : Bruno Dubernat) : Damian Darhk (20 épisodes - récurrent saison 4, invité saison 5)
- Matt Ryan (VF : Axel Kiener) : John Constantine (1 épisode, invité saison 4)
- Victor Garber (VF : Gabriel Le Doze) : Pr Martin Stein / Firestorm (1 épisode, crossover de la saison 6)
- Franz Drameh (VF : Eilias Changuel) : Jefferson « Jax » Jackson / Firestorm (1 épisode, crossover de la saison 6)
- Nick Zano (VF : Jean-François Cros) : Nathaniel Heywood / Steel (1 épisode, crossover de la saison 5)
- Dominic Purcell (VF : Éric Aubrahn) : Mick Rory / Heat Wave (en) (1 épisode, crossover de la saison 6)
- Ciara Renée (VF : Olivia Dalric) : Kendra Saunders / Hawkgirl (1 épisode, crossover de la saison 4)
- Falk Hentschel (VF : Marc Arnaud) : Carter Hall / Hawkman (1 épisode, crossover de la saison 4)
- Casper Crump (VF : Jérémie Covillault) : Vandal Savage (1 épisode, crossover de la saison 4)

Constantine
- Matt Ryan (VF : Axel Kiener) : John Constantine (1 épisode, invité saison 4)

Vixen
- Megalyn Echikunwoke (VF : Fily Keita) : Vixen (1 épisode, invité saison 4)

Supergirl
- Melissa Benoist (VF : Zina Khakhoulia) : Kara Danvers / Supergirl / Kara Zor-El (5 épisodes, crossovers des saisons 5 à 8)
- Tyler Hoechlin (VF : Thibaut Lacour) : Clark Kent / Superman (2 épisodes, crossover de la saison 7 et 8)
- Chyler Leigh (VF : Véronique Desmadryl) : Alexandra « Alex » Danvers (1 épisode, crossover de la saison 6)
- David Harewood (VF : Paul Borne) : Hank Henshaw / J'onn J'onzz (1 épisode, crossover de la saison 8)
- Bitsie Tulloch (VF : Pamela Ravassard) : Lois Lane (1 épisode, crossover de la saison 8)
- Jon Cryer (VF : Lionel Tua) : Lex Luthor (1 épisode, crossover de la saison 8)

Batwoman
- Ruby Rose (VF : Vanessa Van-Geneugden) : Kate Kane / Batwoman (2 épisodes, crossover des saisons 7 et 8)
- Cassandra Jean (VF : Sybille Tureau) : Nora Fries (1 épisode, crossover de la saison 7)

Invités des séries du multivers DC
- Ezra Miller (VF : Gauthier Battoue) : Barry Allen / Flash (du film Justice League, 1 épisode)

Version française
- - Société de doublage : Nice Fellow (saisons 1 à 3), Dubbing Brothers (saisons 4 à 8)[13],[14]
  - Direction artistique : Guillaume Orsat (saisons 1 à 4) et Anne Massoteau (saisons 5 à 8)[13],[14]
  - Adaptation des dialogues : Laurent Gordon, Ilana Castro, Sébastien Michel et Marie Laroussinie[14]

 Source et légende : version française (VF) sur RS Doublage et Doublage Séries Database

## Production

### Développement
Le 18 janvier 2012, un pilote de la série a été commandé par The CW. Le 11 mai 2012, une saison de treize épisodes a été commandée par la CW.
La construction des premières saisons a été, d'après le producteur de la série Marc Guggenheim, très inspiré par le travail de Christopher Nolan sur Batman Begins, utilisant une première approche très sombre du personnage, mais il envisageait déjà sur deux saisons que « la série devait passer du Hood à Arrow au Green Arrow » et que le ton utilisé devait évoluer au cours des années
Le 22 octobre 2012, la CW a commandé neuf épisodes supplémentaires, au vu des bonnes audiences, portant le total à vingt-deux épisodes. Le 28 novembre 2012, un épisode supplémentaire a été commandé.
Le 11 février 2013, la chaîne a renouvelé la série pour une deuxième saison de vingt-trois épisodes.
Le 13 février 2014, la série a été renouvelée pour une troisième saison de vingt-trois épisodes, prévue pour l'automne 2014.
Le 9 juillet 2014, DC Entertainment annonce la sortie numérique d'un comics intitulé Arrow: Season 2.5 se situant entre l'épisode final de la deuxième saison et le premier épisode de la troisième saison.
Le 11 janvier 2015, la série a été renouvelée pour une quatrième saison de vingt-trois épisodes, prévue pour l'automne 2015.
Le 11 mars 2016, la série a été renouvelée pour une cinquième saison, prévue pour l'automne 2016. Le 5 juillet 2016, Marc Guggenheim a annoncé sur son compte Twitter, le début de la production de la cinquième saison et a révélé le titre du premier épisode (Legacy), réalisé par James Banford.
Le 8 janvier 2017, la série a été renouvelée pour une sixième saison, prévue pour l'automne 2017. Le 18 mai 2017, la chaîne annonce sa grille de diffusion pour la saison 2017-2018. La série sera désormais diffusée le jeudi soir à 21 h après Supernatural à la place du mercredi soir.
Le 2 avril 2018, la série a été renouvelée pour une septième saison, prévue pour l'automne 2018.
Le 31 janvier 2019, la série a été renouvelée pour une huitième saison, prévue pour l'automne 2019.
Le 4 mars 2019, la production annonce que cette huitième saison sera composée de 10 épisodes et sera la dernière de la série. Elle change de créneau horaire et sera diffusée le mardi à 21h juste après la saison 6 de Flash.
Le 14 novembre 2019, Stephen Amell annonce avec émotion le dernier jour de tournage de la série sur Twitter tout en dévoilant le retour de Paul Blackthorne et Emily Bett Rickards pour le dernier épisode.

### Attribution des rôles
Les premiers rôles ont été attribués dans cet ordre : Stephen Amell, David Ramsey, Susanna Thompson, Katie Cassidy, Willa Holland, Colin Donnell, Paul Blackthorne, Jamey Sheridan et Colin Salmon.
En juillet 2012, l'actrice Kelly Hu a obtenu un rôle récurrent.
En août 2012, l'acteur Byron Mann a obtenu un rôle récurrent.
En novembre 2012, l'acteur Manu Bennett a obtenu un rôle récurrent lors de la première saison.
En décembre 2012, l'acteur Colton Haynes a été auditionné pour le rôle de Roy Harper et rejoint la distribution.
En janvier 2013, l'actrice britannique Alex Kingston a été choisi pour être Dinah Lance mais comme pour Katie Cassidy il n'est pas précisé si elle interprètera Black Canary.
En février 2013, la production a annoncé qu'Emily Bett Rickards (Felicity Smoak) était promu au statut d'actrice principale lors de la deuxième saison,.
En mars 2013, les acteurs Colton Haynes (Roy Harper) et Manu Bennett (Deathstroke / Slade Wilson) ont été promus au rang d'acteur principal lors de la deuxième saison.
En juillet 2013, Summer Glau a obtenu le rôle d'Isabel Rochev) ; puis lors du Comic-con de San Diego, Caity Lotz (auditionnée pour le rôle récurrent de Black Canary mais avec la nuance : « c'est juste pour le commencement de l'histoire de Black Canary », selon Kreisberg,), Michael Jai White et Kevin Alejandro (auditionnés respectivement pour les rôles de Bronze Tiger et de Brother Blood) ont obtenu un rôle récurrent lors de la deuxième saison.
Le même mois, les créateurs d’Arrow ont annoncé que lors des épisodes 8, 9 et 20, le personnage Barry Allen ferait son apparition et pourrait par la suite avoir sa propre série dérivée.
En août 2013, Dylan Bruce, Teryl Rothery, Bex Taylor-Klaus, Navid Negahban et Cynthia Addai-Robinson ont obtenu un rôle récurrent lors de la deuxième saison. Teryl Rothery interprétera Jean Loring, personnage important dans l'univers DC.
En septembre 2013, Grant Gustin (vu dans Glee depuis la troisième saison) a été choisi pour interpréter le rôle de Barry Allen.
En octobre 2013, Dylan Neal a été choisi pour interpréter le Dr Anthony Ivo, John Barrowman a été confirmé pour reprendre son rôle, Jimmy Jean-Louis jouera le rôle du capitaine d'un bateau et Sean Maher a été choisi pour interpréter Mark Scheffer dans l'épisode 10 durant la deuxième saison.
En novembre 2013, Katrina Law a été choisie pour interpréter le rôle de Nyssa Al Ghul (la deuxième fille de Ra's Al Ghul et demi-sœur de Talia). Elle apparaîtra dans l'épisode 13 de la deuxième saison intitulé Heir to the Demon. Le même mois, il est annoncé que contrairement à ce qui a été initialement prévu, le personnage Flash n'apparaîtra pas dans l'épisode 20 d’Arrow.
En décembre 2013, Alex Kingston est annoncé pour reprendre son rôle de Dinah Lance durant les épisodes 13 et 14, de la deuxième saison. Le même mois, Robert Knepper a été choisi pour interpréter le rôle du Roi du Temps dans l'épisode 14.
En janvier 2014, la production annonce le retour de Jessica de Gouw lors de la deuxième saison dans son rôle de Helena Bertinelli / Huntress. L'actrice est redevenue disponible depuis la fin de la série Dracula. De plus Marc Guggenheim (scénariste-producteur américain pour DC Comics) a dit qu'elle faisait partie de la « famille d’Arrow ».
En mars 2014, la production annonce que dans l'épisode 19 de la deuxième saison, deux personnages de la série Flash feront leur apparition, Caitlin Snow (Danielle Panabaker) et Cisco Ramon (Carlos Valdes).
En avril 2014, il est révélé que le personnage interprété par Summer Glau (Isabel Rochev) possède une deuxième identité, Ravager.
En mai 2014, peu après la diffusion du final de la deuxième saison, Stephen Amell annonce que John Barrowman a été promu principal pour la troisième saison.
En juillet 2014, Devon Aoki (Tatsu Yamashiro / Katana), Karl Yune (Maseo Yamashiro), Peter Stormare (Werner Zytle, alias du Comte Vertigo (en) dans « New 52 »), Brandon Routh (Ray Palmer) rejoignent la distribution dans un rôle récurrent et Primo Allon (Gregory Osbourne) le temps du premier épisode de la troisième saison. Il est également révélé que l'alter ego de Roy Harper durant cette même saison sera Arsenal. Et aussi, la production a auditionné J. R. Ramirez pour le rôle récurrent de Ted Grant / Wildcat.
En août 2014, Charlotte Ross a obtenu le rôle de la mère de Felicity le temps de l'épisode 5 de la troisième saison intitulé (The Secret Origin of Felicity Smoak) et Matt Ward le rôle récurrent du mercenaire Komodo dès l'épisode 2, puis Rila Fukushima remplace Devon Aoki dans le rôle de Tatsu « Katana » Yamashiro à la suite d'un conflit d'horaire.
En septembre 2014, la production révèle que Brandon Routh essaye des costumes pour le personnage d'Atom.
En novembre 2014, Alex Kingston est annoncé pour reprendre son rôle de Dinah Lance durant l'épisode 9 de la troisième saison.
En décembre 2014, Manu Bennett (Slade Wilson / Deathstroke) est confirmé pour reprendre son rôle le temps d'un épisode.
En avril 2015, Colton Haynes quitte officiellement la série à l'issue de la troisième saison.
En juillet 2015, Neal McDonough a obtenu le rôle de Damien Darhk, l'antagoniste principal de la quatrième saison et Echo Kellum, celui de Curtis Holt / Mr Terrific dans un rôle récurrent.
En août 2015, le site Deadline.com annonce que Matt Ryan reprendra son rôle tenu dans la série Constantine dans un épisode important de la quatrième saison. Il s'agit du deuxième cross-over à utiliser le héros d'une autre série après Flash.
En novembre 2015, Colton Haynes est annoncé pour reprendre son rôle de Roy Harper dans l'épisode 12 de la quatrième saison.
En décembre 2015, Megalyn Echikunwoke est annoncée dans le rôle de la super héroïne Vixen lors de l'épisode 15 de la quatrième saison, rôle qu'elle interprète en prêtant sa voix au personnage dans la websérie d'animation du même nom.
En avril 2016, Echo Kellum a obtenu le statut d'acteur principal à partir de la cinquième saison.
En mai 2016, Colton Haynes annonce son retour pour reprendre son rôle de Roy Harper / Arsenal lors de plusieurs épisodes dans la cinquième saison.
En juin 2016, Rick Gonzalez est choisi pour incarner le justicier Wild Dog, Josh Segarra obtient le statut d'acteur principal pour interpréter Adrian Chase / The Vigilante, Madison McLaughin est annoncée pour reprendre son rôle d'Evelyn Sharp avec son alter ego Artemis dans plusieurs épisodes, Chad Coleman obtient le rôle récurrent de Tobias Church et Tyler Ritter est choisi pour incarner l'inspecteur Malone lors de la cinquième saison.
En juillet 2016, Joe Dinicol (Blindspot, Grey's Anatomy) a été choisi pour incarner Rory Regan / Ragman. En espérant trouver des réponses à Star City, Rory croisera la route d'Oliver Queen.
En août 2016, la production annonce la venue de Dolph Lundgren dans le rôle d'un homme de la mafia russe intervenant dans les flashbacks de la cinquième saison.
En octobre 2016, Susanna Thompson (Moira Queen) fera son retour lors de l'épisode 100 de la série.
En novembre 2016, un nouveau cross-over est annoncé entre les trois séries dérivées ou du même univers, soit Arrow, Flash, Legends of Tomorrow et Supergirl. Le même mois, Lexa Doig a obtenu le rôle de Talia Al Ghul lors de la cinquième saison. Son personnage devrait faire le lien entre les flashbacks du passé d'Oliver et les événements présents.
En mars 2017, après avoir quitté la série à la suite de la mort de son personnage lors de la quatrième saison, Katie Cassidy est annoncée pour faire son retour au sein de la distribution principale lors de la sixième saison et interprétera la version de son personnage provenant de la Terre-II, Laurel Lance / Black Siren
En avril 2017, Manu Bennett est annoncé pour le final de la cinquième saison en reprenant son rôle de Slade Wilson / Deathstroke puis Katrina Law est aussi annoncée pour reprendre son rôle de Nyssa al Ghul lors de plusieurs épisodes durant la même saison. Le même mois, Rick Gonzalez et Juliana Harkavy sont promus au statut d'acteurs principaux durant la sixième saison
En mai 2017, John Barrowman annonce sur son compte Instagram qu'il quitte définitivement Arrow et les séries du même univers.
Le 9 juillet 2017, Stephen Amell annonce lors de son passage au Heroes and Villains Fan Fest de Nashville le retour de Manu Bennett aka Deathstroke pour plusieurs épisodes de la saison 6.
Le 22 juillet 2017, à l'occasion du Comic-Con de San Diego, les producteurs Marc Guggenheim et Wendy Mericle annoncent le recrutement de l'acteur Michael Emerson pour un rôle récurrent,.
Le 4 août 2017, l'actrice Sydelle Noel rejoint la série pour un rôle récurrent, elle interprétera Samandra Watson, une agent du FBI chargée de découvrir le lien entre Oliver et Green Arrow Le producteur Marc Guggenheim révèle que l'actrice Jessica De Gouw devrait revenir dans la seconde partie de la saison 6 pour reprendre son rôle d'Helena Bertinelli / Huntress (elle ne reviendra finalement pas au cours de la saison). Le 15 août, l'acteur Kirk Acevedo est recruté pour incarner l'antagoniste de la sixième saison Richard Dragon pour un rôle récurrent.
Le 13 décembre 2017, les showrunners annonce le retour du personnage Roy Harper, interprété par Colton Haynes, le temps d'un court arc narratif à partir du quinzième épisode jusqu'au seizième de la saison 6.
En mars 2018, le showrunner Marc Guggenheim confirme le départ de l'actrice Willa Holland. Toujours le même mois, l'acteur Stephen Amell dévoile via une photo le retour de Colin Donnell pour le 21e épisode de la saison. De plus l'actrice Caity Lotz est annoncée pour reprendre son rôle de Sara Lance pour le final de la saison 6.
En avril 2018, les producteurs délégués de la série ont annoncé le retour de Colton Haynes dans la saison 7 en tant que personnage principal. Puis, en août l'arrivée de Katherine McNamara comme personnage récurrente.
En février 2019, l'acteur Echo Kellum annonce son départ de la série pour se rapprocher de sa famille et se concentrer sur d'autres projets.
En mars 2019, l'actrice Emily Bett Rickards annonce qu'elle quittera la série à l'issue de la saison 7.
En juillet 2019, Katherine McNamara est promue comme actrice principale pour la huitième saison.[réf. nécessaire]
L'acteur Ezra Miller incarnant Flash au cinéma fait un caméo dans le huitième épisode de la dernière saison de la série, faisant le lien entre la série et l'Univers cinématographique DC. Un rare cas de crossover entre le cinéma et la télévision.[réf. nécessaire]

### Tournage
La série est tournée à Vancouver, en Colombie-Britannique, au Canada. Le quartier du siège social de Queen Consolidated, est une prise de vue aérienne du quartier des affaires de Bruxelles, tandis que la Queen Tower elle-même correspond aux Tours Proximus[réf. nécessaire]. Sur les prises de vue de nuit, la vue globale du quartier financier de Francfort-sur-le-Main est visible.

### Fiche technique
- Titre original et francophone : Arrow
- Création : Andrew Kreisberg, Greg Berlanti et Marc Guggenheim
- Réalisation : David Nutter, David Barrett, John Behring, Guy Norman Bee, Vincent Misiano, Michael Schultz, David Grossman, Ken Fink, John Dahl, Eagle Egilsson, Nick Copus, Wendey Stanzler, Glen Winter, Michael Offer
- Scénario : Greg Berlanti, Marc Guggenheim, Andrew Kreisberg, Lana Cho, Moira Kirland, Wendy Mericle, Ben Sokolowski, Geoff Johns, Beth Schwartz, Gabrielle Stanton, Jake Coburn, Drew Z. Greenberg, Brian Q. Miller, Lindsey Allen
- Direction artistique : Bridget McGuire
- Décors : Dominique Fauquet-Lemaitre
- Costumes : Maya Mani, Colleen Atwood et Tish Monaghan
- Photographie : Glen Winter et Gordon Verheul
- Montage : Andi Armaganian, Paul Karasick et Kristin Windell
- Musique : Blake Neely
- Casting : David Rapaport et Lyndsey Baldasare
- Production : Joseph Patrick Finn ; Carl Ogawa, Jennifer Lence, Wendy Mericle et Jennifer Lange (coproducteur) ; Jon Wallace (associé) ; Jake Coburn (superviseur)
  - Production exécutive : Greg Berlanti, Andrew Kreisberg, Marc Guggenheim, Moira Kirkland et Melissa Kellner Berman
- Sociétés de production : Berlanti Productions, DC Entertainment et Warner Bros. Television
- Sociétés de distribution :
  - Warner Bros. Television (monde)
  - The CW (États-Unis)
  - CTV Television Network (Canada)
  - British Sky Broadcasting (Royaume-Uni)
- Pays d'origine :  États-Unis
- Langue originale : anglais
- Format : couleur - 35 mm - 1,78:1 - son Dolby Digital
- Genre : action, drame
- Durée : 170 x 42 minutes
- Classification : Déconseillé aux moins de 10 ans (Déconseillé aux moins de 12 ans pour certains épisodes)

 Sauf indication contraire, les informations mentionnées dans cette section peuvent être confirmées par la base de données cinématographiques IMDb,  présente dans la section « Liens externes ».

### Diffusion internationale
- En version originale :
  -  États-Unis : depuis le 10 octobre 2012 sur The CW ;
  -  Canada : depuis le 10 octobre 2012 sur CTV Two, déménagé le 24 octobre 2012 sur CTV, rediffusé depuis le 12 octobre 2012 sur MuchMusic ;
  -  Royaume-Uni : indéterminée sur British Sky Broadcasting.
- En version française :
  -  Québec : depuis le 19 août 2013 sur Ztélé ;
  -  Belgique : depuis le 1er septembre 2013 sur La Deux ;
  -  Suisse : depuis le 1er décembre 2013 sur RTS Un et depuis le 19 juin 2015 sur RTS Deux ;
  -  France : depuis le 27 décembre 2013 sur Canal+ Family et diffusion des saisons 1 à 8 depuis le 8 octobre 2014 sur TF1.

## Épisodes

### Première saison (2012-2013)
Lors de la première saison, Oliver Queen, jeune milliardaire naufragé sur une île, où il est resté cinq ans, est secouru par des pêcheurs. Son père mort, il retrouve le reste de sa famille, sa sœur Thea et sa mère Moira. Cette dernière s'est remariée avec Walter Steele, ancien ami du père défunt. Sara, la sœur de Laurel et ex-petite amie d'Oliver, est également morte lors du naufrage. Oliver se crée rapidement une identité secrète de justicier pour mettre à mal les hommes d'affaires malhonnêtes de sa ville, avec ses amis John Diggle et Felicity Smoak, pour l'épauler. Mais il est rapidement confronté à un autre archer habillé en noir, qui le surpasse au combat...

### Deuxième saison (2013-2014)
Après la destruction des Glades et la mort de Tommy, Oliver est retourné sur Lian Yu, dévasté par la perte de son ami. Felicity et Diggle retournent le chercher et le convainquent de reprendre sa place à Starling City, mais Oliver est désormais décidé à honorer la mémoire de Tommy en ne commettant plus de meurtres. Cependant, alors qu'il reprend ses marques et que le nombre de ses alliés s'agrandit, il est confronté à un ennemi qu'il pensait avoir vaincu des années auparavant sur Lian Yu.

### Troisième saison (2014-2015)
Arrow est devenu un héros pour les habitants de Starling City. La criminalité au sein de la ville a baissé, la population se sent plus en sécurité et le capitaine Lance a même dissout les forces « anti-justiciers ». Oliver pense qu'il peut enfin avoir une vie ordinaire et propose à Felicity un rendez-vous galant. Mais les choses vont se compliquer. Malcolm Merlyn, le père de Tommy, ayant survécu à son combat contre Oliver, manipule celui-ci afin d'élaborer un plan qui devrait le libérer du puissant Ra's Al Ghul, chef de la ligue des assassins.

### Quatrième saison (2015-2016)
Quelques mois après les précédents événements, la ville se nomme désormais Star City, à la suite de la disparition de Ray Palmer. Après le chaos déclenché par un groupe d'hommes surnommés les Fantômes et dirigé par le sorcier Damien Darhk, Laurel et Thea appellent à l'aide Oliver et Felicity. Ils décident de revenir en ville et Oliver reprend ses activités, mais change de nom et de méthodes.

### Cinquième saison (2016-2017)
Après la mort de Laurel et le départ de Diggle et Thea de l'équipe, Oliver reste seul pour protéger les rues de Star City. Avec Felicity le guidant depuis le bunker, il est forcé de gérer une ville submergée à la fois de criminels et d'une bande de nouveaux justiciers inexpérimentés. Mais il doit également concilier son statut de défenseur avec son nouveau poste de maire de la ville. Sa partenaire lui suggère de former une nouvelle équipe malgré son refus. Cependant, quand un nouveau criminel, Tobias Church, fait son apparition dans la métropole, Oliver se rend compte que Felicity avait raison et que la meilleure solution pour protéger les citoyens serait de créer une nouvelle équipe de super héros. Un peu plus tard vient s'ajouter un autre adversaire, Prometheus, un archer aussi doué qu'Oliver, qui semble parfaitement bien le connaître et souhaite le discréditer aux yeux de la ville...

### Sixième saison (2017-2018)
Quelques mois après l'affrontement explosif avec Adrian Chase sur l'île de Lian Yu, Oliver jongle toujours entre ses responsabilités de maire et sa mission de justicier, mais doit également assurer son rôle de père pour William qui a perdu sa mère. Pour l'aider à protéger les habitants de Star City, son équipe reste soudée à ses côtés, même si tout le monde n'est pas sorti indemne du cauchemar vécu sur Lian Yu. Une solidarité d'autant plus précieuse que leurs ennemis ne leur laissent pas de répit. Cayden James, pirate informatique de renommée mondiale et le fondateur de Helix, s'en prend désormais à l'équipe Arrow avec pour but de se venger du justicier qui a causé la mort de son fils, en recrutant plusieurs mercenaires et connaissances d'Oliver dont Black Siren. Cependant, il se trouve qu'un mystérieux ennemi est à l'origine de la vendetta de James contre le justicier et son équipe afin de prendre le contrôle de la ville.

### Septième saison (2018-2019)
Oliver Queen s'est dénoncé en tant que Green Arrow. Il purge une peine de prison depuis cinq mois, laissant à ses anciens partenaires la tâche de protéger Star City en son absence. Mais un nouveau Green Arrow semble avoir repris le flambeau alors que la criminalité remonte dans la ville.

### Huitième saison (2019-2020)
À la suite du pacte passé avec Mar Novu pour sauver Barry et Kara, Oliver Queen, ayant abandonné Felicity et sa fille, doit aider le Monitor pour empêcher la crise qui approche et va frapper l'ensemble du multivers. Cependant, cette crise ne pourra être évitée que par le sacrifice d'Oliver. Oliver va comprendre ce qui veut dire être un vrai super-héros.

## Crossovers
À mesure que la CW développait des séries télévisées adaptées des publications DC Comics et que l'univers interne grandissait, l'univers de fiction partagé centré sur Arrow et ses séries dérivées a été désigné sous le mot-valise Arrowverse.
La première série télévisée incluse dans l'Arrowverse est donc Arrow, puis a compté Flash en octobre 2014, qui est fondée sur Barry Allen / Flash, puis en août 2015, avec la série d'animation Vixen sur CW Seed, et à nouveau avec la série en live-action de l'équipe Legends of Tomorrow en janvier 2016. La franchise a également rassemblé des séries télévisées DC Comics diffusées sur d'autres chaînes de télévision : Matt Ryan, l'acteur principal de Constantine, est ainsi apparu dans la quatrième saison d'Arrow, intégrant la série par rétrocontinuité. La série Supergirl, à la suite de son déplacement de CBS vers CW, rejoint cet univers partagé en octobre 2016. Batwoman, qui est fondée sur Kate Kane / Batwoman, est la dernière en série à avoir rejoint l'Arrowverse en octobre 2019.

## Univers de la série

### Personnages

Armoiries de la famille Queen

La série se concentre sur Oliver Queen, riche héritier qui revient dans sa ville natale, Starling City, après avoir survécu durant cinq ans sur une île hostile du Pacifique. À son retour, il prend secrètement une deuxième identité, un archer vert qui cible les personnes corrompues de la ville. Dans sa quête de justice, il sera rejoint entre autres par son garde du corps John Diggle, la pirate informatique Felicity Smoak et son ex-petite amie Laurel Lance.

## Accueil

### Audiences
| Saison | Nombre d’épisodes | Diffusion originale | Diffusion originale | Diffusion originale | Diffusion originale            |
| Saison | Nombre d’épisodes | Années              | Début de saison     | Fin de saison       | Audience moyenne (en millions) |
| ------ | ----------------- | ------------------- | ------------------- | ------------------- | ------------------------------ |
| 1      | 23                | 2012-2013           | 10 octobre 2012     | 15 mai 2013         | 3,24                           |
| 2      | 23                | 2013-2014           | 9 octobre 2013      | 14 mai 2014         | 2,61                           |
| 3      | 23                | 2014-2015           | 8 octobre 2014      | 13 mai 2015         | 2,63                           |
| 4      | 23                | 2015-2016           | 7 octobre 2015      | 25 mai 2016         | 2,49                           |
| 5      | 23                | 2016-2017           | 5 octobre 2016      | 24 mai 2017         | 1,75                           |
| 6      | 23                | 2017-2018           | 12 octobre 2017     | 17 mai 2018         | 1,26                           |
| 7      | 22                | 2018-2019           | 15 octobre 2018     | 13 mai 2019         | 1,08                           |
| 8      | 10                | 2019-2020           | 15 octobre 2019     | 28 janvier 2020     | 0,84                           |

#### Aux États-Unis
La série a atteint un record d'audience avec l'épisode pilote, qui a rassemblé 4,14 millions de téléspectateurs. Il s'agit de l'une des meilleures audiences pour la chaîne The CW, avec les séries Vampire Diaries (4,91 millions de téléspectateurs) et 90210 Beverly Hills : Nouvelle Génération (4,65 millions de téléspectateurs).
L'épisode 22 a réalisé la plus mauvaise audience de cette même saison avec 2,62 millions de téléspectateurs.
La première saison a réalisé une audience globale de 3,2 millions de téléspectateurs.

#### Critique
La série reçoit une note de 3,9⁄5 pour la presse et 4 pour les spectateurs. Parmi les critiques les plus positives, Entertainment Weekly déclare : « L’intérêt d’Arrow dépend de votre degré de manque à l’égard d’un héros perdu en amour, en conflit avec sa famille, à la façon de celui de Smallville, dont cette nouvelle série est d’ailleurs le reflet ». Los Angeles Times ajoute : « C’est une parfaite série de superhéros et avec de tels producteurs exécutifs, la qualité d’Arrow n’est pas surprenante ». David Wiegand, de SFGATE, ajoute que « Si la réussite d'une œuvre d'art ou d'un divertissement consiste à remplir ses objectifs, alors le pilote d’"Arrow" parvient, au bas mot, à atteindre sa cible. La série a pile ce qu’il faut pour durer 10 saisons, à l’image de Smallville ».
Parmi les critiques mitigées, New York Daily News dit : « Arrow se révèle être une série probablement meilleure que ce à quoi les plus grands fans de l’Archer Vert s’attendaient. C’est un bon début ». Vulture ajoute : « La meilleure, peut-être même la seule, raison de regarder Arrow est le physique de son acteur principal (...) mais la série tient ses promesses. Le pilote dévoile certaines qualités qui seraient davantage appréciables si la mise en place n’était pas aussi rapide ».

#### Dans les pays francophones
En France, la série a été diffusée d'abord sur Canal+ Family, puis sur TF1. Sur cette deuxième chaîne, la première saison démarre avec 3 300 000 téléspectateurs pour son premier épisode diffusé en deuxième partie de soirée. Les trois premiers épisodes récoltent en moyenne 2,5 millions de téléspectateurs. Le dernier épisode de la première saison atteint 748 000 téléspectateurs, mais la moyenne des trois derniers épisodes représente environ 1 239 000 téléspectateurs en moyenne.
La seconde diffusion de la deuxième saison a lieu en prime time sur TF1. Avec 4 236 000 téléspectateurs, la chaîne réalise la meilleure performance de la soirée. Les deux derniers épisodes, réalisent une moyenne d'environ 3 045 000 téléspectateurs.
La troisième saison démarre en deuxième partie de soirée avec 1 900 000 téléspectateurs pour le premier épisode. Le final réalise une moyenne d'environ 886 000 téléspectateurs.
Diffusés en deuxième partie de soirée, les deux premiers épisodes de la quatrième saison réalisent une moyenne d'environ 963 000 téléspectateurs. Ensuite, certains oscillent entre 600 000 et 900 000 téléspectateurs. Le final cumule à 971 000 téléspectateurs.
Pour la cinquième saison, la série est diffusée en pleine nuit sur TF1, parce que l'audience est en baisse de saison en saison. En moyenne, la série a réuni 230 000 téléspectateurs par épisode. Il faut cependant noter qu'à partir de cette saison, la série est disponible sur Netflix avant d'être diffusée à la télévision.

### Distinctions
| Année | Récompense                                  | Catégorie                                                                            | Destinataires et Nommés | Résultat   |
| ----- | ------------------------------------------- | ------------------------------------------------------------------------------------ | --- | ---------- |
| 2012  | Satellite Awards                            | Meilleure série de genre                                                             | Arrow | Nomination |
| 2012  | IGN Awards                                  | Meilleur héros à la télévision                                                       | Stephen Amell pour Arrow | Nomination |
| 2013  | 39e cérémonie des People's Choice Awards    | Nouvelle série dramatique préférée                                                   | Arrow | Nomination |
| 2013  | Leo Awards                                  | Meilleur drama télévisé                                                              | Joseph Patrick Finn, Greg Berlanti, Marc Guggenheim, Andrew Kreisberg, Melissa Kellner Berman, Drew Greenberg, Jennifer Lence, Wendy Mericle, et Carl Ogawa | Nomination |
| 2013  | Leo Awards                                  | Meilleure photographie dans un drama télévisée                                       | Glen Winter avec l'épisode Pilot | Lauréat    |
| 2013  | Leo Awards                                  | Meilleure photographie dans un drama télévisée                                       | Gordon Verheul avec l'épisode Lone Gunman | Nomination |
| 2013  | Leo Awards                                  | Meilleur effets visuels dans un drama télévisé                                       | Jean-Luc Dinsdale, Pauline Burns, Andrew Orloff, et Dave Gauthier avec l'épisode Burned                                                                     | Lauréat    |
| 2013  | Leo Awards                                  | Meilleur décoration dans un drama télévisée                                          | Richard Hudolin avec l'épisode Pilot | Lauréat    |
| 2013  | Leo Awards                                  | Meilleure distribution de rôles dans un drama télévisée                              | Coréen Mayrs et Heike Brandstatter avec l'épisode An Innocent Man                                                                                           | Nomination |
| 2013  | Leo Awards                                  | Meilleur coordinateur de cascades dans un drama télévisée                            | J. J. Makaro avec l'épisode Pilot | Lauréat    |
| 2013  | Leo Awards                                  | Meilleur coordinateur de cascades dans un drama télévisée                            | J. J. Makaro avec l'épisode Vertigo | Nomination |
| 2013  | NewNowNext Awards (en)                      | Meilleur nouveau plaisir                                                             | Arrow | Nomination |
| 2013  | NewNowNext Awards (en)                      | Parce que tu es sexy                                                                 | Stephen Amell | Nomination |
| 2013  | 39e cérémonie des Saturn Awards             | Meilleure série orientée pour la jeunesse                                            | Arrow | Nomination |
| 2013  | 15e cérémonie des Teen Choice Awards        | Meilleure série de science-fiction / fantastique                                     | Arrow | Nomination |
| 2013  | 15e cérémonie des Teen Choice Awards        | Choice TV : Breakout Show                                                            | Arrow | Nomination |
| 2013  | 15e cérémonie des Teen Choice Awards        | Meilleure actrice dans une série de science-fiction / fantastique                    | Katie Cassidy | Nomination |
| 2013  | 15e cérémonie des Teen Choice Awards        | Meilleur acteur dans une série de science-fiction / fantastique                      | Stephen Amell | Nomination |
| 2013  | 15e cérémonie des Teen Choice Awards        | Choice TV : Breakout Star                                                            | Stephen Amell | Nomination |
| 2013  | Canadian Society of Cinematographers Awards | Meilleure photographie dans un drama télévisé                                        | Glen Winter avec l'épisode Pilot | Lauréat    |
| 2013  | Broadcast Music Incorporated                | BMI Awards de la musique à la télévision                                             | Blake Neely | Lauréat    |
| 2013  | TV Guide Awards                             | Award de la nouvelle série préférée                                                  | Arrow | Lauréat    |
| 2013  | IGN Awards 2013                             | Meilleur héros à la télévision                                                       | Stephen Amell pour Arrow | 2e place   |
| 2014  | 40e cérémonie des People's Choice Awards    | Meilleur acteur dans une série de science-fiction / fantastique                      | Stephen Amell | Nomination |
| 2014  | Satellite Awards                            | Meilleure série de genre                                                             | Arrow | Nomination |
| 2014  | 40e cérémonie des Saturn Awards             | Meilleure série orientée pour la jeunesse                                            | Arrow | Nomination |
| 2014  | Leo Awards                                  | Meilleur drama télévisée                                                             | Greg Berlanti, Joseph P. Finn, Marc Guggenheim, Andrew Kreisberg, et Wendy Mericle                                                                          | Nomination |
| 2014  | Leo Awards                                  | Meilleure photographie dans un drama télévisée                                       | Gordon Verheul avec l'épisode Sacrifice | Nomination |
| 2014  | Leo Awards                                  | Meilleur maquillage dans un drama télévisée                                          | Danielle Fowler avec l'épisode Keep Your Enemies Closer | Nomination |
| 2014  | Leo Awards                                  | Meilleur coordinateur de cascades dans un drama télévisée                            | J.J. Makaro avec l'épisode The Scientist | Nomination |
| 2014  | Leo Awards                                  | Meilleur premier rôle masculin                                                       | Stephen Amell avec l'épisode Crucible | Nomination |
| 2014  | Leo Awards                                  | Meilleur premier rôle féminin                                                        | Emily Bett Rickards avec l'épisode Three Ghosts | Nomination |
| 2014  | Constellation Awards                        | Meilleur rôle masculin en 2013 dans un épisode de série télévisée de Science-Fiction | Stephen Amell avec l'épisode Odyssey | Nomination |
| 2014  | Constellation Awards                        | Meilleure série télévisée de Science-Fiction de 2013                                 | Arrow | Nomination |
| 2014  | 16e cérémonie des Teen Choice Awards        | Meilleure série de science-fiction / fantastique                                     | Arrow | Nomination |
| 2014  | 16e cérémonie des Young Hollywood Awards    | Super Superhéros                                                                     | Stephen Amell | Nomination |
| 2017  | 19e cérémonie des Teen Choice Awards        | Meilleure série d'action                                                             | Arrow | Nomination |
| 2017  | 19e cérémonie des Teen Choice Awards        | Meilleur acteur d'action                                                             | Stephen Amell | Nomination |
| 2017  | 19e cérémonie des Teen Choice Awards        | Meilleure actrice d'action                                                           | Emily Bett Rickards | Nomination |
| 2017  | 19e cérémonie des Teen Choice Awards        | Meilleur vilain dans une série                                                       | Josh Segarra | Nomination |
| 2017  | 43e cérémonie des Saturn Awards             | Meilleure adaptation de super-héros                                                  | Arrow | Nomination |
| 2017  | 26e cérémonie des MTV Movie & TV Awards     | Meilleur héros                                                                       | Arrow | Nomination |
| 2018  | 20e cérémonie des Teen Choice Awards        | Meilleure série d'action                                                             | Arrow | Nomination |
| 2018  | 20e cérémonie des Teen Choice Awards        | Meilleur acteur dans une série d'action                                              | Stephen Amell | Nomination |
| 2018  | 20e cérémonie des Teen Choice Awards        | Meilleure actrice dans une série d'action                                            | Emily Bett Rickards | Nomination |
| 2018  | 20e cérémonie des Teen Choice Awards        | Meilleure alchimie                                                                   | Stephen Amell & Emily Bett Rickards | Nomination |

## Autour de la série

### Déroulement des épisodes
Les épisodes sont composés de deux temps : le premier étant la vie des personnages, la croisade d'Arrow à Starling City dans le présent et le second étant les flashbacks centrés sur Oliver pendant ses cinq années de disparition ou centrés sur d'autres personnages. Chaque saison s'écoule sur un an. La première partie de la saison installe les intrigues et met en place un adversaire mineur par épisode. À la mi-saison, l'intrigue en vient à se concentrer sur un méchant principal. La saison 4 met fin à ce système en mettant directement Damien Darhk en première place, sans pour autant être l'unique méchant de la saison.
Comme Oliver n'a passé que cinq ans sur l'île et que chaque saison correspond à une année, les flashbacks s'interrompent à partir de la saison 6.
À partir de la septième saison, des flashforward se déroulant en 2040 viennent compléter les épisodes. Ces flashforward sont centrés sur les enfants des héros et sur certains membres de l'équipe encore présents.

### Costumes
Le costume de Green Arrow est confectionné par Colleen Atwood qui a notamment reçu quatre fois l'Oscar de la meilleure création de costumes (pour Chicago, Mémoires d'une geisha, Alice au pays des Merveilles et Les Animaux Fantastiques).
Lors de la première saison, le costume est composé d'un pantalon et d'un blouson en cuir vert, avec une capuche en tissu vert (qui est dans la série la capuche que portait Shado et Yao Fei sur Lian Yu).[réf. nécessaire]
Dans la deuxième saison 2, le costume ne connaît pas de changement, mais un nouveau costume pour le personnage de Black Canary est créé, composé d'un blouson, d'un pantalon en cuir noir, un masque de la même couleur, avec une perruque blonde, un bâton et un modificateur de son en accessoires.[réf. nécessaire]
Durant la troisième saison, le costume lui recouvre tout le corps, Cisco (personnage de la série Flash) lui apporte quelques modifications après son passage lors du crossover. Un autre costume est confectionné pour cette même saison, celui d'Arsenal, personnage interprété par Colton Haynes, en cuir rouge, couleur préférée de Roy Harper. Puis, Laurel Lance reprend le costume de Canary, à la suite de la mort de sa sœur Sara, avec quelques modifications. Le costume est plus serré et elle utilise une matraque en accessoire.[réf. nécessaire]
À partir de la quatrième saison, le costume d'Arrow est modifié : avec l'arrivée de Damien Darhk dans sa ville, Oliver va devoir reprendre du service avec un nouveau costume. Une transition de plus pour passer du statut d'Arrow à Green Arrow. Au programme : plus de cuir, des épaulettes et des manchons. Un aspect plus ou moins « Robin des Bois » et plus militaire.
À partir de la cinquième saison, ils remettent les manches longues au costume d'Arrow et de nouveaux personnages font leur apparition. Rene Ramirez / Wild Dog porte un t-shirt bleu avec une tête de bouledogue dessus, un pantalon de type militaire et un masque de hockey blanc, il utilise des pistolets comme arme. Curtis Holt / Mr Terrific a un costume en cuir noir et blanc et porte un masque en forme de « T » sur le visage, il est accompagné de sphères volantes qui sont des armes technologiques. Evelyn Sharp / Artemis a une tenue en cuir noir et un masque de même couleur, elle utilise un arc et des flèches. Dinah Drake reprend l'héritage de Black Canary, avec un costume à manches courtes et en cuir noir. Le casque de Spartan connait une amélioration avec une vitre devant les yeux.[réf. nécessaire]
Lors de la sixième saison, le costume de Wild Dog connait un changement avec un costume plus résistant, noir et rouge et un masque de hockey gris avec une forme différente. Au retour de Roy Harper, ce dernier utilise une veste en cuir et une casquette rouge (ceci fait référence à son personnage des comics).[réf. nécessaire]
Pour la septième saison, Oliver Queen n'utilise plus le masque de Green Arrow, puisqu'il a révélé son identité publiquement.[réf. nécessaire]

### Équipements
Lors de la première saison, Arrow a un arc classique.
Dans la deuxième saison, Felicity lui offre un arc perfectionné et précis.
Pour la troisième saison, une technologie y est apportée, l'arc se rétracte, ce qui le rend plus compact.
Il possède également différentes types de flèches : explosives, à grappins, seringues, parachutes, aimantées...

### Lieux
Le château Hatley qui se situe dans la province de la Colombie-Britannique, au Canada, est utilisé pour servir de manoir des Queen. C'est le même château qui a servi pour la série Smallville pour le manoir des Luthor et comme école au Professeur Xavier dans la trilogie X-Men.
La tour de Queen Consolidated, qu'il est possible de voir en vues aériennes est en fait une des tours du World Trade Center avec en arrière-plan, une des tours Belgacom, toutes deux situées à Bruxelles en Belgique. La tour de Merlyn Global Group est la Tour du Midi également située à Bruxelles et qui abrite le service fédéral des pensions.

### Commentaires
Avant d'arrêter ou de tuer ses ennemis, Arrow prononce cette phrase : « [le nom de la personne], vous avez trahi Starling City (ou cette ville) » (« You have failed this city » en VO).

## Produits dérivés

### Sorties DVD et disques Blu-ray
| Intitulé du coffret                | Nombre d'épisodes | Dates de sortie DVD et disques Blu-ray  | Dates de sortie DVD et disques Blu-ray  | Dates de sortie DVD et disques Blu-ray | Dates de sortie DVD et disques Blu-ray | Dates de sortie DVD et disques Blu-ray | Dates de sortie DVD et disques Blu-ray |
| Intitulé du coffret                | Nombre d'épisodes | Zone 1 (dont États-Unis, Canada Québec) | Zone 1 (dont États-Unis, Canada Québec) | Zone 2 (dont France)                   | Zone 4 (dont Australie)                | Nombre de disques                      | Éditeur                                |
| ---------------------------------- | ----------------- | --------------------------------------- | --------------------------------------- | -------------------------------------- | -------------------------------------- | -------------------------------------- | -------------------------------------- |
| Arrow - L'Intégrale de la saison 1 | 23                | 17 septembre 2013                       | 7 octobre 2014                          | 14 janvier 2015                        | 2 octobre 2013                         | 5                                      | Warner Bros.                           |
| Arrow - L'Intégrale de la saison 2 | 23                | 16 septembre 2014                       | 6 octobre 2015                          | 4 novembre 2015                        | 3 décembre 2014                        | 5                                      | Warner Bros.                           |
| Arrow - L'Intégrale de la saison 3 | 23                | 22 septembre 2015                       | 11 octobre 2016                         | 2 décembre 2015                        | 23 septembre 2015                      | 5                                      | Warner Bros.                           |
| Arrow - L'Intégrale de la saison 4 | 23                | 30 août 2016                            | 3 octobre 2017                          | 14 décembre 2016                       | 7 septembre 2016                       | 5                                      | Warner Bros.                           |
| Arrow - L'Intégrale de la saison 5 | 23                | 19 septembre 2017                       | 30 octobre 2018                         | 22 novembre 2017                       | 20 septembre 2017                      | 5                                      | Warner Bros.                           |
| Arrow - L'Intégrale de la saison 6 | 23                | 14 août 2018                            | 14 août 2018                            | 28 novembre 2018                       | 15 août 2018                           | 5                                      | Warner Bros.                           |
| Arrow - L'Intégrale de la saison 7 | 22                | 20 août 2019                            | 20 août 2019                            | 16 décembre 2020                       | 21 août 2019                           | 5                                      | Warner Bros.                           |
| Arrow - L'intégrale de la saison 8 | 10                | 28 avril 2020                           | 28 avril 2020                           | 13 janvier 2021                        | 29 avril 2020                          | 3                                      | Warner Bros.                           |

### Séries dérivées
Depuis 2014, l'univers de la série Arrow s'est étendu à plusieurs séries télévisées, dont trois sont directement dérivées d'Arrow.

#### Flash
En octobre 2013, à la suite de l'apparition de Grant Gustin dans le rôle de Barry Allen, une série dérivée intitulée Flash (The Flash) a été annoncée puis mise en production. L'épisode 8 de la troisième saison d’Arrow, ainsi que l'épisode 8 de la première saison de Flash sont des crossover entre les deux séries.
En plus de ces cross-overs, de nombreux personnages d’Arrow apparaissent au fil de la série, notamment Oliver Queen, Felicity Smoak, John Diggle, Ray Palmer, Laurel Lance et le capitaine Quentin Lance.

#### Vixen
En janvier 2015, The CW annonce le lancement d'une websérie d'animation centrée sur le personnage Mari McCabe / Vixen, une super héroïne ayant la capacité d'utiliser les pouvoirs de tous les animaux pour combattre le crime, a été mise en ligne sur le site CW Seed dans l'année 2015. Cette websérie évolue dans le même univers que les séries télévisées Arrow et Flash.
En août 2015, la première saison de six épisodes d'une durée de 4 à 7 minutes était diffusée. Le personnage est doublé par l'actrice Megalyn Echikunwoke et les voix des personnages d'Arrow et Flash, qui apparaissent dans la série, sont assurées par les interprètes originaux, Stephen Amell et Grant Gustin, ainsi que les voix d'Emily Bett Rickards (Felicity Smoak) ou encore Carlos Valdes (Cisco Ramon). La première saison s'est conclue le 29 septembre 2015. Elle a été renouvelée pour une deuxième saison. Le personnage de Vixen apparaît en live dans la quatrième saison d’Arrow.

#### Legends of Tomorrow
En février 2015, après le succès de Flash, The CW annonce qu'une autre série dérivée est en projet pour une diffusion à la mi-saison 2015-2016. Elle serait potentiellement centrée sur des personnages récurrents des deux séries (Arrow et Flash), incluant Brandon Routh (Ray Palmer / Atom), Victor Garber (Dr Martin Stein / Firestorm), Wentworth Miller (Leonard Snart / Captain Cold), Caity Lotz (Sara Lance / Canary) et Dominic Purcell (Mick Rory / Heat Wave). Concernant Caity Lotz, qui a interprété Sara Lance dans Arrow, elle serait envisagée dans un rôle différent, à la suite de sa mort dans la série, puis sa résurrection dans la saison 4.
En avril 2015, le titre définitif de la série est révélé : elle s'intitulera Legends of Tomorrow,.
En mai 2015, le rôle de Caity Lotz est révélé, elle interprétera White Canary. Le même mois, lors de la mise en ligne de la bande annonce officielle de la série, il est possible de voir que Stephen Amell (Oliver Queen / Arrow) et Grant Gustin (Barry Allen / Flash), respectivement les héros des séries Arrow et Flash ainsi que Tom Cavanagh (Reverse-Flash) y apparaîtront occasionnellement.

#### Green Arrowet les Canaries
Début octobre 2019, CW annonce la préparation d'une série dérivée, initialement intitulé Canaries, puis Green Arrow and the Canaries. Les actrices Katherine McNamara (Mia Smoak), Katie Cassidy (Laurel Lance / Black Siren) et Juliana Harkavy (Dinah Drake / Black Canary) ont confirmé leur présence respective dans cette éventuelle série dérivée.
Le 2 janvier 2020, un premier synopsis est dévoilé : en 2040, Laurel et Dinah réapparaissent soudainement dans la vie de Mia Queen pour lui demander de l'aide, alors que la jeune fille a tout oublié de qui elle est réellement après la crise. Une personne ayant des liens directs avec Mia a été enlevée. Mia décide par la suite de reprendre le flambeau de son père, tandis que Dinah et Laurel reprennent celui des Canaries. C'est l'épisode 9 de la dernière saison d’Arrow qui sert de backdoor pilot : il a été écrit par Beth Schwartz, Marc Guggenheim, Jill Blankenship ainsi que Oscar Balderrama et réalisé par Tara Miele.
En janvier 2021, après des mois sans nouvelles, la CW annonce finalement qu'elle abandonne le projet.